# Liste der Kulturdenkmale in Leipzig-Südvorstadt, L–Z
Die Liste der Kulturdenkmale in Leipzig-Südvorstadt enthält die Kulturdenkmale des Leipziger Ortsteils Südvorstadt, die in der Denkmalliste vom Landesamt für Denkmalpflege Sachsen mit Stand 2017 erfasst wurden.
Aus Platzgründen ist diese Liste geteilt. In dieser Liste sind die Kulturdenkmale in den Straßen mit den Anfangsbuchstaben L–Z erfasst. Die Kulturdenkmale in den Straßen A–H sind in der Liste der Kulturdenkmale in Leipzig-Südvorstadt, A–H und in den Straßen I–K in der Liste der Kulturdenkmale in Leipzig-Südvorstadt, I–K aufgeführt.

## Legende
- Bild: Bild des Kulturdenkmals, ggf. zusätzlich mit einem Link zu weiteren Fotos des Kulturdenkmals im Medienarchiv Wikimedia Commons. Wenn man auf das Kamerasymbol klickt, können Fotos zu Kulturdenkmalen aus dieser Liste hochgeladen werden:
- Bezeichnung: Denkmalgeschützte Objekte und ggf. Bauwerksname des Kulturdenkmals
- Lage: Straßenname und Hausnummer oder Flurstücknummer des Kulturdenkmals. Die Grundsortierung der Liste erfolgt nach dieser Adresse. Der Link (Karte) führt zu verschiedenen Kartendiensten mit der Position des Kulturdenkmals. Fehlt dieser Link, wurden die Koordinaten noch nicht eingetragen. Sind diese bekannt, können sie über ein Tool mit einer Kartenansicht einfach nachgetragen werden. In dieser Kartenansicht sind Kulturdenkmale ohne Koordinaten mit einem roten bzw. orangen Marker dargestellt und können durch Verschieben auf die richtige Position in der Karte mit Koordinaten versehen werden. Kulturdenkmale ohne Bild sind an einem blauen bzw. roten Marker erkennbar.
- Datierung: Baubeginn, Fertigstellung, Datum der Erstnennung oder grobe zeitliche Einordnung entsprechend des Eintrags in der sächsischen Denkmaldatenbank
- Beschreibung: Kurzcharakteristik des Kulturdenkmals entsprechend des Eintrags in der sächsischen Denkmaldatenbank, ggf. ergänzt durch die dort nur selten veröffentlichten Erfassungstexte oder zusätzliche Informationen
- ID: Vom Landesamt für Denkmalpflege Sachsen vergebene, das Kulturdenkmal eindeutig identifizierende Objekt-Nummer. Der Link führt zum PDF-Denkmaldokument des Landesamtes für Denkmalpflege Sachsen. Bei ehemaligen Kulturdenkmalen können die Objektnummern unbekannt sein und deshalb fehlen bzw. die Links von aus der Datenbank entfernten Objektnummern ins Leere führen. Ein ggf. vorhandenes Icon  führt zu den Angaben des Kulturdenkmals bei Wikidata.

## Liste der Kulturdenkmale in Leipzig-Südvorstadt, L–Z
| Bild                                    | Bezeichnung | Lage                                                      | Datierung                                                                                   | Beschreibung | ID       |
| --------------------------------------- | --- | --------------------------------------------------------- | ------------------------------------------------------------------------------------------- | --- | -------- |
|                                         | Mietshaus in halboffener Bebauung | Lößniger Straße 9 (Karte)                                 | 1898–1899 (Mietshaus)                                                                       | Eckbetonung durch Giebel und hohes Zeltdach, historistische Klinkerfassade, baugeschichtlich von Bedeutung Denkmaltext 1898–1899 durch den auch als Bauherr zeichnenden Maurermeister Bruno Freiberg in Ecklage zur Körnerstraße errichtetes viergeschossiges Mietshaus. Über einem Klinkersockel ein verputztes und mit einer Nutung versehenes Erdgeschoss, die Obergeschosse klinkerverkleidet mit Stuckgliederungen und -dekor. Die abgefaste Ecke betont durch Renainssancegiebel und hohen Dachausatz, beide Straßenfronten mit leicht vorstehendem Seitenrisalit. Im Hausflur Holzpaneele und Stuckdecke, die Haustreppe spindelförmig. Das Erdgeschoss mit zwei Wohnungen und Eckladen, die Obergeschosse mit jeweils drei Wohnungen. | 09295101 |
|                                         | Mietshaus in geschlossener Bebauung | Lößniger Straße 11 (Karte)                                | 1889–1890 (Mietshaus)                                                                       | historistische Klinker-Putz-Fassade, baugeschichtlich von Bedeutung Denkmaltext Durch das Bauunternehmen Seidel und Zetsche 1889–1890 errichtetes fünfgeschossiges Mietshaus. Das Erdgeschoss mit rundbogigen Fenstern und ehemals mit Putznutung, erstes bis drittes Obergeschoss klinkerverkleidet mit Stuckgliederungen, die segmentbogigen Fensterverdachungen dabei als wellenförmige Gurtgesimse miteinander verbunden. Das oberste Geschoss wiederum verputzt mit vertikaler Gliederung der Fensterzwischenräume, auf der die das Hauptgesims tragenden Konsolen aufsitzen. Der Hausflur von einer Tonne überwölbt, in den Geschossen jeweils zwei Wohnungen. LfD/1998 (vgl. Denkmaltopographie Stadt Leipzig) | 09295102 |
|                                         | Mietshaus in geschlossener Bebauung | Lößniger Straße 13 (Karte)                                | 1889–1890 (Mietshaus)                                                                       | historisierende Klinker-Putz-Fassade, Treppenhaus ehemals mit originaler Ausmalung, baugeschichtlich von Bedeutung Denkmaltext Für den Inhaber der Maßstabfabrik an der Körnerstraße Paul Otto 1889–1890 durch den Maurermeister Daniel Gottlob Vogel zusammen mit dem Nachbarhaus Schenkendorfstraße 59 erbautes fünfgeschossiges Mietshaus. Die Fassade mit horizontaler Gliederung durch Sandsteingesimse. Erd- und erstes Obergeschoss bilden durch eine Verputzung mit vorstehenden Streifen die hohe untere Fassadenzone. Die drei oberen Geschosse hingegen ziegelverblendet mit farbigen Mustern. Im Treppenhaus die Wände und Decken mit Malerei, die Geschosse enthalten jeweils zwei Wohnungen. LfD/1998 (vgl. Denkmaltopographie Stadt Leipzig) | 09295103 |
|                                         | Mietshaus in halboffener Bebauung | Lößniger Straße 15 (Karte)                                | 1905–1906 (Mietshaus)                                                                       | mit Eckladen, Klinker-Putz-Fassade, baugeschichtlich von Bedeutung Denkmaltext Viergeschossiges, 1905–1906 durch den Architekten und Baumeister Emil Richter für den Stellmachermeister Heinrich Decker errichtetes Mietshaus in abgefaster Ecklage zur Alfred-Kästner-Straße. Das Erdgeschoss verputzt mit Nutung, die Obergeschosse klinkerverkleidet mit einfachen Stuckgliederungen. Ursprünglich enthielt das Erdgeschoss eine Gaststätte. In den Obergeschossen jeweils zwei Wohnungen. Um 1935 Erhöhung und Verputzung des Eckbereiches in Korrespondenz zur Umgestaltung des diagonal gegenüberliegenden Ledigenheims Alfred-Kästner-Straße 75. LfD/1998 (vgl. Denkmaltopographie Stadt Leipzig) | 09295104 |
|                                         | Mietshaus in geschlossener Bebauung | Lößniger Straße 16 (Karte)                                | 1899–1900 (Mietshaus)                                                                       | Eckbetonung durch Eckerker, weiterer Erker, historistische Klinker-Putz-Fassade, baugeschichtlich von Bedeutung Denkmaltext Viergeschossiges, 1899–1900 nach Plänen des Architekten Richard Füssel für den Glasermeister Joseph Rohrberg erbautes Mietshaus in Ecklage zur Körnerstraße. Über einem Klinkersockel das Erdgeschoss verputzt mit Nutung, darüber die klinkerverkleideten Obergeschosse mit Stuckgliederungen. Die abgefaste Ecke betont durch dreigeschossigen verputzten Erker mit Stuckdekor und Dachaufsatz, ein abgeschrägter und ebenfalls verputzter Erker an der Front zur Lößniger Straße. Der Hausflur mit Ornamentfliesen, Holzpaneelen und Stuckdekor, in den Geschossen jeweils zwei Wohnungen. LfD/1998 (vgl. Denkmaltopographie Stadt Leipzig) | 09295012 |
| Direkt Bild zu diesem Denkmal hochladen | Mietshaus in geschlossener Bebauung | Lößniger Straße 18 (Karte)                                | 1898–1899 (Mietshaus)                                                                       | historistische Putzfassade mit reicher Stuckgliederung, baugeschichtlich von Bedeutung Denkmaltext Viergeschossiges, 1898–1899 durch den Maurermeister Emil Theodor Pirnsch für Therese Kaube errichtetes Mietshaus. Putzbau mit werk- und kunststeinverkleidetem Sockel, das Erdgeschoss mit Nutung, die Obergeschosse mit Stuckgliederungen. In ihrer symmetrischen Anordnung mit zwei Seitenrisaliten und darüberliegenden Dachhäusern, den konventionellen Fensterumrahmungen mit auf Konsolen ruhenden Sohlbänken und Verdachungen sowie einer ehemals vorhanden gewesenen feinen Nutung an erstem und zweitem Obergeschoss ist die breitgelagerte Fassade bewusst altertümlich im Stil der 1880er Jahre gestaltet. Der Hausflur mit Holzpaneelen und Stuckdekoration, im Erdgeschoss zwei, in den Obergeschossen jeweils drei Wohnungen. LfD/1998 (vgl. Denkmaltopographie Stadt Leipzig) | 09295161 |
| Direkt Bild zu diesem Denkmal hochladen | Doppelmietshaus (Lößniger Straße 20 und Schenkendorfstraße 55) in geschlossener Bebauung | Lößniger Straße 20 (Karte)                                | 1898–1899 (Doppelmietshaus)                                                                 | ehemals mit Läden, historistische Putzfassade, baugeschichtlich von Bedeutung Denkmaltext Breitgelagertes, insgesamt 25 Achsen umfassendes viergeschossiges Doppelmietshaus in Ecklage mit zweifacher Abfasung und Fronten zur Schenkendorfstraße, zu dem sich zu einem kleinen Platz ausweitenden Kreuzungsbereich und zur Lößniger Straße, das 1898–1899 nach Plänen Rudolf Pahns für den Kaufmann Wilhelm Pahn entstand. Die Putzfassade mit Gesimsen und ornamentalen Fensterumrahmungen, während die leicht vorstehenden Seiten- und Eckrisalite besitzen gerade Fensterverdachungen und ädikulaartige Fensterumrahmungen besitzen und durch Dachhäuser akzentuiert werden. Das Erdgeschoss mit Putznutung. An beiden Straßenfronten ein jeweils zwei Wohnungen pro Geschoss erschließender Eingang. 1910 lebte in Nummer 55 der Kunstmaler Sigismund Felix Lehmann, dessen Atelier sich im Dachgeschoss der Haushälfte Lößniger Straße 20 befand (s. a.: Lößniger Straße 20). LfD/1998 (vgl. Denkmaltopographie Stadt Leipzig) | 09295041 |
|                                         | Mietshaus in geschlossener Bebauung | Lößniger Straße 22 (Karte)                                | 1900 (Mietshaus)                                                                            | mit Tordurchfahrt, historistische Putzfassade, baugeschichtlich von Bedeutung Denkmaltext Nach Plänen des Architekten Ernst Riedel im Jahr 1900 errichtetes viergeschossiges Mietshaus. Die für Riedel schlichte Putzfassade ist das Resultat einer Planänderung nach Eigentumswechsel an den weniger zahlungskräftigen Stukkateur Richard Vogel. Der Sockel werksteinverkleidet, das Erdgeschoss mit Nutung. Darüber die Obergeschosse mit Stuckgliederungen in schlichten Jugendstilformen. Im Kontrast dazu das erste Obergeschoss im Bereich eines leicht vortretenden zweiachsigen Mittelrisalits mit Fensterverdachungen in geschwungenem Neorokoko. Die Geschosse mit jeweils zwei Wohnungen. Die Tordurchfahrt im Erdgeschoss als Zufahrt zu dem zweigeschossigen, als Stukkateurwerkstatt errichteten Hintergebäude. LfD/1998 (vgl. Denkmaltopographie Stadt Leipzig) | 09295162 |
| Weitere Bilder                          | Doppelmietshaus in halboffener Bebauung | Lößniger Straße 27; 29 (Karte)                            | 1929 (Doppelmietshaus)                                                                      | Putzfassade mit horizontaler Bandgliederung, zwei Erker, Anlehnung an Art-déco-Formen, baugeschichtlich von Bedeutung Denkmaltext Viergeschossiges, 1929 nach Plänen des Architekten Max Theuerkorn für die Baugenossenschaft Festbesoldeter errichtetes Doppelhaus mit achtzehn Wohneinheiten. Die Finanzierung erfolgte größtenteils aus Mietzinssteuerdarlehen. Die Putzfassade mit hoher Sockelzone, zwei breiten Erkern mit Loggienaufsätzen und geschossweiser Untergliederung durch eine breite Streifung. Über den vier mittleren Achsen ein breiter massiver Dachausbau. In den Einzelformen wie den gestuften sandsteingearbeiteten Eingangs- und Oberlichtgewände und den Pfeilern der Loggien sind Art-déco-Formen erkennbar. Die Hausflure mit Wandkacheln, pilastergegliederten Wänden und Tonnengewölben mit Stichkappen und Gurten. LfD/1998 (vgl. Denkmaltopographie Stadt Leipzig) | 09295328 |
| Weitere Bilder                          | Einzeldenkmal der Wohnanlage Altenburger Straße: vier Mehrfamilienhäuser einer Wohnanlage (siehe auch Sachgesamtheitsdokument – Obj. 09304594, Altenburger Straße 6-24) | Lößniger Straße 31; 33; 39; 41 (Karte)                    | 1912–1913 (Mehrfamilienwohnhaus)                                                            | Teile einer geschlossenen Wohnanlage um begrünten Innenhof, im Reformstil der Zeit um 1910, zusammen mit Altenburger Straße 6, 8, 10, 14 und 16, 18, 20, 22, Lößniger Straße 43, 45, 47, 49, Scharnhorststraße 44, 46, Hardenbergstraße 55, 57 und 80, 82, 84 sowie Steinstraße 83, 85 (Lößniger Straße 35/37 nachkriegszeitliche Lückenbebauung), baugeschichtlich von Bedeutung Denkmaltext s. Altenburger Straße 6,8,10,14 | 09295329 |
|                                         | Einzeldenkmal der Wohnanlage Altenburger Straße: vier Mehrfamilienhäuser einer Wohnanlage (siehe auch Sachgesamtheitsdokument – Obj. 09304594, Altenburger Straße 6-24) | Lößniger Straße 43; 45; 47; 49 (Karte)                    | 1913–1914 (Mehrfamilienwohnhaus)                                                            | Teile einer geschlossenen Wohnanlage um begrünten Innenhof, im Reformstil der Zeit um 1910, zusammen mit Altenburger Straße 6, 8, 10, 14, und 16, 18, 20, 22, Lößniger Straße 31, 33, 39, 41, Scharnhorststraße 44, 46 und Hardenbergstraße 55, 57 und 80, 82, 84, Steinstraße 83, 85, baugeschichtlich von Bedeutung | 09295787 |
| Weitere Bilder                          | Mietshaus in geschlossener Bebauung | Lößniger Straße 46 (Karte)                                | 1905 (Mietshaus)                                                                            | mit Toreinfahrt, historisierende Klinkerfassade, baugeschichtlich von Bedeutung Denkmaltext Viergeschossiges, 1905 nach Plänen der Architekten Otto Schmidt (Grundriss) und Carl Wolf (Fassade) für den Kaufmann und Fabrikanten chemischer Produkte Bernd Zimmermann errichtetes Mietshaus. Die Fassade mit Klinkersockel, verputztem und ehemals genutetem Erdgeschoss und klinkerverkleideten Obergeschossen mit einfachen Stuckgliederungen. Die beiden mittleren Achsen leicht vorstehend. Unter den Sohlbänken des ersten um im Bereich des Mittelrisalites auch des zweiten Obergeschosses sowie den Rund- und Dreiecksgiebeln der Fensterverdachungen Stuckdekor in Jugendstilformen. Der Hausflur ebenfalls in Jugendstilformen ausgestattet mit Ornamentfliesen, Wandkacheln und Stuckdekoration. In den Geschossen jeweils zwei Wohnungen. LfD/1998 (vgl. Denkmaltopographie Stadt Leipzig) | 09295163 |
|                                         | Mietshaus in geschlossener Bebauung | Lößniger Straße 48 (Karte)                                | 1906–1907 (Mietshaus)                                                                       | mit Läden und mit Tordurchfahrt, historisierende Klinkerfassade, baugeschichtlich von Bedeutung Denkmaltext Nach Plänen des Architekten Karl Feistel 1906–1907 für Lina Wiedemann errichtetes viergeschossiges Mietshaus. Schlichter Klinkerbau mit einfachen Stuckgliederungen, das Erdgeschoss ehemals mit Putznutung, das dritte Obergeschoss ebenfalls verputzt. Im Erdgeschoss Tordurchfahrt und zwei Läden mit Ladenwohnung und -stube, die Obergeschosse mit jeweils zwei Wohnungen. Im Hof ein zweigeschossiges, 1906–1907 nach Plänen des Architekten Johannes Theuerkorn als Pferdestall errichtetes und 1913–1914 zur Werkstatt umgebautes Hintergebäude. LfD/1998 (vgl. Denkmaltopographie Stadt Leipzig) | 09295164 |
|                                         | Mietshaus in ehemals geschlossener Bebauung | Lößniger Straße 50 (Karte)                                | 1903–1904 (Mietshaus)                                                                       | mit Laden, historisierende Klinker-Putz-Fassade, baugeschichtlich von Bedeutung Denkmaltext Viergeschossiges, 1903–1904 nach Plänen des Architekten und Regierungsbaumeisters Richard Kloberg für den Bauunternehmer Karl Ernst Steglich errichtetes Mietshaus. Das Erdgeschoss verputzt und ehemals mit Nutung, die Obergeschosse klinkerverkleidet mit einfacher Stuckgliederung. Rechts ein leicht vorstehender, durch Dreiecksgiebel akzentuierter und verputzter Seitenrisalit, die beiden linken, gleichermaßen gestalteten Gebäudeachsen im Krieg zerstört. Im Erdgeschoss ursprünglich ein Laden und zwei Wohnungen, seit 1911 eine Gaststätte. Die Obergeschosse ehemals mit jeweils drei Wohnungen. LfD/1998 (vgl. Denkmaltopographie Stadt Leipzig) | 09295165 |
|                                         | Einzeldenkmal der Wohnanlage Lößniger Straße: Wohnhauszeile einer Wohnanlage (siehe auch Sachgesamtheitsdokument – Obj. 09304592, Lößniger Straße 51-62c) | Lößniger Straße 51; 53; 55; 57 (Karte)                    | 1924–1925 (Mehrfamilienwohnhaus)                                                            | bemerkenswerte Wohnanlage der 1920er Jahre, markante Klinkerbauten, zum Teil mit Balkonloggien und hölzernen Galerien, im traditionalistischen Stil, siehe auch Altenburger Straße 26-36, Fichtestraße 51-61, Lößniger Straße 62-62c und Steinstraße 60-76, Architekt: Stadtbaurat James Bühring, baugeschichtlich, künstlerisch, sozialgeschichtlich und städtebaulich von Bedeutung | 09295774 |
| Direkt Bild zu diesem Denkmal hochladen | Sachgesamtheit Wohnanlage Lößniger Straße, mit den Einzeldenkmalen: Mehrfamilienhaus als Wohnhauszeile (siehe Einzeldenkmalliste – Obj. 09295772, Altenburger Straße 26-36), Mehrfamilienhaus als Doppelwohnhaus (siehe Einzeldenkmalliste – Obj. 09295780, Fichtestraße 51/53), vier Mehrfamilienhäuser (siehe Einzeldenkmalliste – Obj. 09300538, Fichtestraße 55, 57, 59, 61), zwei Mehrfamilienhäuser als Wohnhauszeile (siehe Einzeldenkmalliste – Obj. 09295773 und Obj. 09295774, Lößniger Straße 51-57 und Lößniger Straße 62-62c), Mehrfamilienhaus als Wohnhauszeile (siehe Einzeldenkmalliste – Obj. 09295775, Lößniger Straße 60-68) und vier Mehrfamilienhäusern (siehe Einzeldenkmalliste – Obj. 09295776, Steinstraße 70, 72, 74, 76), weiterhin mit Vorgärten an der Lößniger Straße und mit begrünten Innenhöfen, Einfriedungsmauern und Treppenanlagen, sowie als Sachgesamtheitsteil: Mehrfamilienhaus Fichtestraße 49 | Lößniger Straße 51; 53; 55; 57; 62; 62a; 62b; 62c (Karte) | 1924–1925 (Wohnanlage)                                                                      | bemerkenswerte Wohnanlage der 1920er Jahre, markante Klinkerbauten, zum Teil mit Balkonloggien und hölzernen Galerien, im traditionalistischen Stil, baugeschichtlich von Bedeutung | 09304592 |
|                                         | Doppelmietshaus in offener Bebauung | Lößniger Straße 52; 54 (Karte)                            | 1905–1906 (Doppelmietshaus)                                                                 | ehemals mit Läden, Putzfassade, baugeschichtlich von Bedeutung Denkmaltext 1905–1906 nach Plänen des Architekten Carl Wolf errichtetes Doppelmietshaus, Nummer 52 für den Kaufmann Wilhelm Anacker, Nummer 54 für den Zimmermann Hermann Schumann. Die ursprünglich einheitliche Gestaltung der Putzfassaden nur noch bei Nummer 52 original erhalten, mit Nutungen an Erdgeschoss und den Vertikalgliederungen der Obergeschosse und flach gearbeitetem flächigen und geometrischen Jugendstildekor. Dagegen wurde die Front von Nummer 54 bei einer Neuverputzung geglättet, erhalten haben sich lediglich die profilierten Fensterfaschen. Die beiden mittleren und die seitlichen Kompartimente jeweils als Doppelachsen und leicht vorstehend, der Mittelteil erhöht als breiter massiver Dachausbau. Die Hausflure mit Wandkacheln, vertikalen Wandgliederungen und Stuckdekorationen in Jugendstilformen. In den Erdgeschossen vier Läden mit größtenteils originalen Fronten und vier Ladenwohnungen, die Obergeschosse mit jeweils vier Wohnungen. LfD/1998 (vgl. Denkmaltopographie Stadt Leipzig) | 09295764 |
| Direkt Bild zu diesem Denkmal hochladen | Wohnhauszeile (Anschrift: Hardenbergstraße 53, Lößniger Straße 56-60 und Scharnhorststraße 42) und seitliche Einfriedung | Lößniger Straße 56; 58; 60 (Karte)                        | 1921–1922 (Wohnblock)                                                                       | kommunale Wohnhauszeile mit Kleinwohnungen, gehört zu den frühesten Bauvorhaben, die das Hochbauamt der Stadt Leipzig nach dem Ersten Weltkrieg in Angriff nahm, seitlich Ziegelmauer als Einfriedung, einfach gestaltete Putzfassade mit Ziegelsockel, baugeschichtlich und sozialgeschichtlich von Bedeutung Denkmaltext Der aus fünf Häusern bestehende dreigeschossige Baublock zwischen Scharnhorst- und Hardenbergstraße wurde 1921–1922 nach Plänen des Stadtbaurates James Bühring errichtet und gehört somit zu den frühesten Bauvorhaben, die das Hochbauamt der Stadt Leipzig nach dem Ersten Weltkrieg in Angriff nahm, um der verheerenden Wohnungsnot zu begegnen. Mit der Ausführung wurde die erst kurz zuvor neu gebildete Städtische Wohnungsbau GmbH beauftragt, neben der Weidenhofsiedlung in Mockau stellt die Wohnzeile eine der ersten in städtischem Regiebau errichteten Anlagen dar. Das heute sehr schlichte Erscheinungsbild der Straßenfront des verputzten und mit einem Ziegelsockel versehenen Blockes war ursprünglich belebter durch aufgelegten Stuckdekor zwischen den leicht vorstehenden Erkern. Bei den drei mittleren Häusern erfolgt die Erschließung sowohl von der Straße als auch von der Rückseite, bei den beiden äußeren, von Scharnhorst- und Hardenbergstraße aus nummerierten Häusern ausschließlich von der Hofseite mit Zugängen von diesen Straßen aus. Rückseitig befinden sich in der Front Balkonloggien für jede Wohnung sowie Dachhäuser über den fünf Eingangsachsen. Insgesamt beinhaltet der Baublock dreißig Kleinwohnungen, bestehend aus Küche, Bad, WC und zwei Stuben. Zur Scharnhorst- wie auch zur Hardenbergstraße wird das Hofareal durch Ziegelmauern eingefriedet (s.a. Hardenbergstraße 53 und Scharnhorststraße 42). LfD/1998 (vgl. Denkmaltopographie Stadt Leipzig) | 09295484 |
|                                         | Doppelmietshaus in offener Bebauung | Lößniger Straße 60a; 60b (Karte)                          | 1926 (Doppelwohnhaus)                                                                       | Teil einer Wohnanlage mit Steinstraße 69/71, 73, 75/77 und 79, Putzfassade mit horizontaler Bänderung, zwei Erker, stilistisch zwischen Expressionismus und Art déco, baugeschichtlich von Bedeutung Denkmaltext 69/71, 73, 75/77, 79 und Lößniger Straße 60 a/b: Wohnanlage, bestehend aus drei Doppelhäusern, einem Einzelbau und dem verbindenden Ecktrakt an der Kreuzung Stein-/Lößniger Straße. 1926–1928 für die Baugenossenschaft Festbesoldeter innerhalb eines auf 70 Jahre befristeten Erbbauvertrages mit der Stadt errichtet. Der Vertrag galt als Maßnahme zur Förderung des Kleinwohnungsbau nach dem Gesetz vom 6. Februar 1924. Planung und Bauleitung lag in der Hand des Architekten Max Theuerkorn. Zwischen den Bauten führen Treppenanlagen zum leicht erhöhten begrünten Hofterrain mit drei zweigeschossigen Gartengebäuden. Die insgesamt 13 Häuser enthalten 117 Drei- und Vierzimmer-Wohnungen. Alle stehen auf hohen Sockelgeschossen mit kleinen Lukenfenstern und gekacheltem Spritzsockel. Von spitzen Giebeln gekrönte Dachaufbauten überhöhen die Fassadenmitte. Dominierend in der Straßenfront sind die Erker auf dreieckigem Grundriss. Dreiecke, Rhomben und die charakteristischen Zackenformen dieser Jahre bestimmen auch die Baudetails, von den sternförmigen Fenstern in Einfriedungsmauer und Giebeln bis zu den üppigen Zickzackrahmungen der Eingänge in rotem Porphyr. Auch die Prophyrputzbänder, die den aufgegiebelten Bauten den horizontalen Ausgleich vermitteln, besitzen ein Dreiecksprofil ebenso wie die hölzernen Balkonpfen an der Lößniger Straße. Der Eckbau an der Straßenkreuzung ent- hält, ebenso wie die vermittelnden eingeschossigen Pavillons, Läden im Erdgeschoss. LfD/1998 (vgl. Denkmaltopographie Stadt Leipzig) | 09295483 |
|                                         | Einzeldenkmal der Wohnanlage Lößniger Straße: Wohnhauszeile einer Wohnanlage (siehe auch Sachgesamtheitsdokument – Obj. 09304592, Lößniger Straße 51-62c) | Lößniger Straße 62; 62a; 62b; 62c (Karte)                 | 1924–1925 (Mehrfamilienwohnhaus)                                                            | bemerkenswerte Wohnanlage der 1920er Jahre, markante Klinkerbauten, mit Balkonloggien und hölzernen Galerien, im traditionalistischen Stil, siehe auch Altenburger Straße 26-36, Fichtestraße 51-61, Lößniger Straße 51-57 und Steinstraße 60- 76, Architekt: Stadtbaurat James Bühring, baugeschichtlich, künstlerisch, sozialgeschichtlich und städtebaulich von Bedeutung | 09295773 |
|                                         | Mehrfamilienhäuser einer Wohnanlage | Lößniger Straße 64; 66; 68; 70 (Karte)                    | 1924 (Wohnblock)                                                                            | erbaut als Beamtenwohnhausgruppe der Reichsbankhauptstelle Leipzig, schlichte Putzfassade mit Erkern, am Reformstil der Vorkriegszeit orientiert, baugeschichtlich und sozialgeschichtlich von Bedeutung Denkmaltext 1924 als „Beamtenwohnhausgruppe der Reichsbankhauptstelle Leipzig“ nach Plänen von Regierungsbaumeister Kässner errichteter viergeschossiger, aus vier Häusern bestehender freistehender Baublock. Der auf einem Ziegelsockel ruhende, mit 26 Achsen langgestreckte Putzbau über dem Erdgeschoss durch ein umlaufendes Gurtgesims abgesetzt. Über den vier Hauseingängen von Konsolen getragene Erker mit Rundgiebeln, ursprünglich sandsteinverblendet, seit einer 1993 erfolgten Instandsetzung ebenfalls verputzt. Rückseitig die Mittelachsen der vier Hausabschnitte leicht vorstehend mit Gartenausgängen und Spitzgiebeln. Oberhalb des kräftigen Hauptgesimses ein mit kleinen Dachhäusern besetztes Walmdach. Der Baublock enthält im ganzen 29 Wohnungen mit Küche und WC, kleinere mit drei Zimmern im Erdgeschoss, die größeren mit vier oder fünf Räumen in den Obergeschossen, darunter eine von großzügigerem Zuschnitt mit Dienstbotenkammer in der ersten Etage von Nummer 70. Zur Infrastruktur gehörte pro Haus eine Waschküche im Souterrain. Während des Zweiten Weltkrieges Zerstörung des Daches und in Teilen von Nummer 64. Ein Wiederaufbau erfolgte 1956. LfD/1998 (vgl. Denkmaltopographie Stadt Leipzig) | 09295481 |
|                                         | Mietshaus in ehemals geschlossener Bebauung | Lößniger Straße 69 (Karte)                                | 1901–1902 (Mietshaus)                                                                       | Hausflur mit originaler Deckenmalerei, Putzfassade, zwischen Späthistorismus und Jugendstil, baugeschichtlich von Bedeutung Denkmaltext Das viergeschossige Mietshaus wurde 1901–1902 nach Plänen des Architekten Carl Einert für den Bauunternehmer Robert Starke errichtet. Putzfassade mit Bruchstein imitierendem Rauputz im Sockelbereich, einer feinkörnigeren Verputzung im Bereich des Erdgeschosses und einem Glattputz mit zurückhaltender Stuckornamentik in Formen eines geometrisierenden Jugendstils an den Obergeschossen. Bemerkenswert ist die Rahmung der barock geschwungenen Eingangstür mit Löwen- und Männermasken und vor allem die Ausgestaltung des Hausflures mit Tonnengewölbe, breiten Stuckgurten mit Blattmasken und einer Ausmalung der Wölbung mit Blumenmotiven. | 09295480 |
|                                         | Mietshaus in offener Bebauung | Lößniger Straße 72 (Karte)                                | 1914–1915 (Mietshaus)                                                                       | mit Läden, Eckbetonung durch Vorkragung, Putzfassade, Erker, Reformstil-Architektur, baugeschichtlich von Bedeutung Denkmaltext Nach Plänen des Architekten H. E. Reichardt für den Zimmermeister Wilhelm Kother in Ecklage erbautes viergeschossiges Mietshaus. Die zur Kantstraße gelegene Front des Putzbaues mit zwei kantig vorstehenden Erkern und Gurtgesimsen in Höhe der Sohlbänke von erstem und dritten Obergeschoss in städtebaulichem Zusammenhang mit der kurz zuvor durch den Architekten Otto Juhrich geplanten, teilweise aber erst 1927 zur Ausführung gekommenen Nachbarbebauung Kantstraße 54-60. Über der im Erdgeschoss verbrochenen Kante zur Straßenecke die Obergeschosse in Abfasung vorkragend. An der Front zur Lößniger Straße ein beherrschendes, in den Dachbereich erhöhtes seitliches Kompartiment mit abschließendem Giebel und einem Erker, dem als verkleinerte Negativform eine in den Obergeschossen aus der Fassade ausgeschnitten erscheinende Rücklage entspricht. Der Hausflur mit Stuckdekorationen und -reliefs. Das Erdgeschoss ursprünglich mit drei Läden und einer Wohnung, in den Obergeschossen jeweils drei Wohnungen. LfD/1998 (vgl. Denkmaltopographie Stadt Leipzig) | 09295482 |
|                                         | Doppelmietshaus in halboffener Bebauung | Lößniger Straße 77; 79 (Karte)                            | 1928–1929 (Doppelmietshaus)                                                                 | ursprünglich Teil einer größeren Wohnanlage (mit kriegszerstörter Richard-Lehmann-Straße 73-75), Putzfassade, zwei Erker mit eingespannten Loggien, an der Reformstil-Architektur der Vorkriegszeit orientiert, baugeschichtlich von Bedeutung Denkmaltext Teil einer ursprünglich zweiflügeligen Wohnanlage, die 1928–1929 nach Plänen des Architekten Erich Heiser für die Leipziger Baugesellschaft für Kleinwohnungen errichtet wurde. Die durch Mittel- und Seitenrisalite, Loggien und zentralen bekrönenden Dreiecksgiebel repräsentativ gestaltete Hauptfront zur Richard-Lehmann-Straße (Nummer 73-75) kriegszerstört, an seiner Stelle ein schmuckloser Neubau von 1961. Erhalten hat sich der Seitenflügel des viergeschossigen Putzbaus an der Lößniger Straße, mit bis zu den Sohlbänken des ersten Obergeschosses hochgezogener, teilweise genuteter und in Rauchputz gehaltener Erdgeschosszone und mit einem feineren Edelputz überzogenen Obergeschossen. Zwei Erker mit eingespannten Loggien und klotzigen Aufsätzen wie auch die über dem abgefasten Erdgeschoss rechtwinklig vorstehende Gebäudekante geben der Anlage ein massiges Äußeres. Seitlich rechts wird die Front durch einen leicht vorstehenden Risaliten mit bekrönendem Dreiecksgiebel beschlossen. Der Hausflur von Nummer 79 mit Wandkacheln. Insgesamt enthielt die Anlage 34 Wohneinheiten, davon in dem Flügel zur Lößniger Straße pro Geschoss und Eingang jeweils zwei. LfD/1998 (vgl. Denkmaltopographie Stadt Leipzig) | 09295479 |
|                                         | Mietshaus in geschlossener Bebauung | Mahlmannstraße 14 (Karte)                                 | 1881 (Mietshaus)                                                                            | ehemals mit Laden, historistische Putzfassade mit Sandstein- und Stuckgliederung, baugeschichtlich von Bedeutung Denkmaltext 1881 vom Architekten W. Berthold für Amalie Wendel errichtet. Der auffällige Höhenunterschied zum anstoßenden, zwei Jahre früher entstandenen Eckgebäude August-Bebel-Straße, kennzeichnet die Differenz in der Bebauung der Haupt- und Nebenstraße. Die Fassade des siebenachsigen Hauses ist sehr symmetrisch angelegt: Hervorgehobene Fensterbedachungen betonen die Mitte über der Tordurchfahrt, die jeweils äußeren zwei Achsen sind durch Lisenen, verstärkte Gesimse und Festons in den Brüstungsfeldern risalitartig gestaltet. Leider zerstört der unsachgemäße Neuverputz um die·1886 eingebaute Ladenfront die auf klarer Horizontalschichtung aufgebaute Fassadenwirkung. In jüngster Zeit wurde der Laden zu Wohnungen umgebaut und die historische Putzgliederung des Erdgeschosses konnte wiederhergestellt werden. LfD/1998, 2018 (vgl. Denkmaltopographie Stadt Leipzig) | 09297151 |
|                                         | Mietshaus in geschlossener Bebauung mit Caféhaus-Anbau und Café-Ausstattung, sowie Vorgarten zur August-Bebel-Straße | Mahlmannstraße 16 (Karte)                                 | 1880 (Mietshaus), 1927 (Anbau)                                                              | repräsentative historistische Putzfassade, originale Caféhaus-Ausstattung der 1920er-Jahre, städtebaulich, ortsgeschichtlich und baugeschichtlich von Bedeutung 1880 an Stelle der im Vorjahr abgebrochenen, zum Brandvorwerk gehörenden Brandbäckerei im Auftrag des Bäckermeisters Friedrich Kuhnt von Hugo Franz erbaut. Das Eckhaus zur Mahlmannstraße deutlich aufwendiger und schmuckreicher als der gleichzeitig entstandene Eckbau zur Körnerstraße. Es besitzt außer den vier Vollgeschossen noch ein Mezzaningeschoss unter dem einst weit vorspringenden Dach und ein als „Niederlage“ genutztes Entresol über dem Erdgeschoss. Dieses war wie das Mezzanin durch kannelierte Lisenen geschmückt. Auch die Umrisslinie des Baukörpers ist durch die „verbrochene Ecke“ (ursprünglich mit Balkons) und die gestaffelten Risalite lebhafter, die Haupt-Fensterachsen sind durch Bedachungen, Kannellierungen und feinen Stuck schmuckreicher gestaltet. Über einem ionischen Kymation wurde das vorkragende Flachdach von kräftigen Konsolen getragen. Das bis 1993 als „Café Günther“ bekannte Gebäude enthielt von Anfang an eine Restauration, ein Gesellschaftszimmer und zwei Verkaufsläden (Bäckerei), der Verandaanbau im Vorgarten wurde erst 1927 angefügt. LfD/1998 (vgl. Denkmaltopographie Stadt Leipzig) | 09300911 |
| Direkt Bild zu diesem Denkmal hochladen | Rennbahn mit überdachter Tribüne (Anschrift: Rennbahnweg 2a), weiterhin Wettbüros, Kassenhäuschen und frei stehende Uhr sowie Stallgebäude (Anschrift: Wundtstraße 4) | Rennbahnweg 2a (Karte)                                    | 1906–1907 (Tribüne Pferderennbahn), 1950er Jahre (Uhr)                                      | markante Tribüne auf massivem Untergeschoss mit Restaurant und zwei Türmen mit hölzernem Umgang und Zeltdach, Architekt: Otto Paul Burghardt, ovale Rennanlage mit mehreren Bahnen um zentrale Wiese, alter Baumbestand, baugeschichtlich und ortsgeschichtlich von Bedeutung Denkmaltext Nach Gründung des Leipziger Rennclubs 1863 wurde 1867 die Rennbahn auf Schimmels Wiese unterhalb des neuen Pleiße-Flutbetts angelegt. Von Zimmermeister Steib wurde eine hölzerne Tribüne erbaut. Im Zusammenhang mit der Erweiterung der Rennbahnanlage erfolgte 1907 der Neubau eines massiven Tribünengebäudes nach Plänen von Otto Paul Burghardt. Da die Rennbahn mit ihrer schönen Lage an Fluss und Wald auch außerhalb von Renntagen vielbesuchte Ausflugsstätte war, wurde in den Tribünensockel ein großes Restaurant integriert. Im Zwischengeschoss befanden sich an der Rückwand die Wirtswohnung und Personalschlafräume. Das Tribünengebäude mit einem von schlanken Eisenstützen getragenen Dach und den beiden hohen Türmen hat heute durch die Verkleidung der ursprünglich offenen Turm-Obergeschosse und dem Zusetzen der Rundfenster in der Rückwand von seiner filigranen Eleganz verloren- seine Silhouette über die Rennbahn hinaus ist jedoch von bedeutender landschaftsprägender Wirkung. Erhalten sind ferner der Totalisator am Dammweg, ein Fachwerkgebäude von 1908 und ein Stallgebäude an der Wundtstraße, mit Fachwerkgiebeln und Außentreppen zu den Stallburschenräumen im Obergeschoss (1924). LfD/1998 (vgl. Denkmaltopographie Stadt Leipzig) | 09295763 |
| Direkt Bild zu diesem Denkmal hochladen | Denkmal für die Gefallenen des 1. Weltkrieges (Mitglieder der Leipziger Rennclubs) | Rennbahnweg 2a (Karte)                                    | bezeichnet 1938 (Gefallenendenkmal)                                                         | Porphyrtuffblock mit Inschrift, ortsgeschichtlich von Bedeutung | 09299239 |
| Direkt Bild zu diesem Denkmal hochladen | Auffahrtsrampe einer Straßenbrücke über eine Eisenbahnstrecke und Brückenbogen in Richtung Kreuzung Zwickauer Straße | Richard-Lehmann-Straße (Karte)                            | 1912 (Straßenbrücke)                                                                        | westliche Auffahrt vor Richard-Lehmann-Straße 114-116 und Bogen der Brücke am Zugang zum Kleingartenverein, im Zusammenhang mit dem Bau der Technischen Messe errichtet, Muschelkalkverkleidung und Geländer, die Seiten der Auffahrt mit Stadtwappen, der Brückenbogen mit Technikraum im westlichen Brückenpfeiler, ortsgeschichtlich und verkehrsgeschichtlich von Bedeutung | 09296212 |
| Weitere Bilder                          | Straßenanlage mit Allee | Richard-Lehmann-Straße (Karte)                            | um 1910 (Allee)                                                                             | zwischen Fockestraße und Altenburger Straße, teilweise mit altem Baumbestand, stadtgrüngeschichtlich und ortsentwicklungsgeschichtlich von Bedeutung | 09296710 |
|                                         | Park eines ehemaligen Villengrundstückes (Anschrift: Richard-Lehmann-Straße 19 und Kantstraße 6e/f), mit Einfriedung, Toranlage, Rundtempel und Ecklaube (Villa kriegszerstört) | Richard-Lehmann-Straße 19 (Karte)                         | 1910–1911 (Villengarten/Landhausgarten)                                                     | repräsentatives Villengrundstück, Architekt: Otto Paul Burghardt, erbaut für den Fabrikdirektor Fritz von Philipp (Mitinhaber der Chemischen Fabriken Fritz Schulz jun., Globus-Werke), künstlerisch und ortsgeschichtlich von Bedeutung Denkmaltext Park mit Einfriedung, Portal, Parktempel und Ecklaube der 1910–1911 nach Plänen des Architekten Otto Paul Burghardt für den Fabrikdirektor Fritz von Philipp (Chemische Fabriken Fritz Schulz junior AG) an der repräsentativen Straßenecke Richard-Lehmann-Straße/August-Bebel-Straße in neobarockem Stil errichteten Villa. Die schlossartige, zweigeschossige und zweiflügelige Industriellenvilla, vor 1950 nach schweren Kriegsschäden abgetragen, war mit Terrassen, Veranden, Balkonen, Erkern, Giebeln, Türmchen, Dachreitern und Skulpturenschmuck reich ausgestattet, die siebzehnachsige Hauptfront mit großzügig angelegter Auffahrt wies zur Richard-Lehmann-Straße. Erhalten haben sich die Einfriedung des 1021,28 m² großen Parkgeländes mit schmiedeeisernem Zaun, Einfahrt und in Neobarockformen gehaltenem Sandsteinportal, ein Rundtempel mit ionischen Säulen, der ein Pumpwerk enthielt und eine werksteinverkleidete sechseckige Laube mit Pergola an der Ecke August-Bebel-Straße/Kantstraße. LfD/1998 (vgl. Denkmaltopographie Stadt Leipzig) | 09295443 |
|                                         | Mietshaus in offener Bebauung und Hinterhaus | Richard-Lehmann-Straße 23 (Karte)                         | 1914 (Mietshaus)                                                                            | Hausflur und Vestibül mit reicher Ausstattung, Putzfassade, zwei Erker mit Balkons, Reformstil-Architektur, baugeschichtlich von Bedeutung, 1990–2002 mit katholischer Kapelle St. Hedwig Denkmaltext Herrschaftliches viergeschossiges Mietshaus, das 1914 nach Plänen des auch als Bauherr zeichnenden Architekten Max Fricke errichtet wurde. Freistehender Putzbau mit hohem bossierten Sockel. Erstes und zweites Obergeschoss an der Vorderfront mit Pilastergliederung. Beherrschendes Motiv der Fassade sind zwei halbrunde, durch Balkone miteinander verbundene Runderker. Als Abschluss ehemals ein mächtiger, die Gebäudefront überspannender und den blockhaften Baukörper zusammenfassender Dreiecksgiebel. Der Hausflur mit Fußbodenbelag, Treppe und Wandverkleidung aus Marmor sowie Stuckdekorationen, Stuckdecke und Windfangtür, dahinter ein zentrales Vestibül mit pilastergegliederten Wänden, eingestellten Säulen und Stuckkassettendecke. Von dem mittig im hinteren Gebäudeteil liegenden Treppenhaus erfolgt die Erschließung der Großwohnungen, jeweils eine pro Geschoss, bestehend aus fünf straßenseitigen Zimmern, einem geräumigen, zentral gelegenen Vorraum und einer übergroßen Diele sowie rückseitig vier Kammern, Küche und Bad. Im Hof ein zweigeschossiges Hintergebäude, in dem sich Frickes Architektenatelier befand. Das Dachgeschoss kriegszerstört und nur provisorisch wiederhergestellt. Seit 19.. Nutzung des ersten Obergeschosses für Pfarramt und Gemeinderäume der katholischen Pfarrgemeinde St. Hedwig. LfD/1998 (vgl. Denkmaltopographie Stadt Leipzig) | 09295469 |
|                                         | Mietshaus in ehemals geschlossener Bebauung | Richard-Lehmann-Straße 31 (Karte)                         | 1906–1907 (Mietshaus)                                                                       | Putzfassade, Erker und Balkons, Reformstil-Architektur, baugeschichtlich von Bedeutung Denkmaltext Viergeschossiges, 1906–1907 nach Plänen des Architekten Max Fricke für den Maurermeister Gustav Jäger erbautes Mietshaus. Souterrain und teilweise auch das Erdgeschoss bossiert, die Obergeschosse verputzt mit flacher Vertikalgliederung. Seitlich von der Mittelachse versetzt ein dreigeschossiger an den Kanten abgeschrägter Erker mit Stuckreliefs in floralen Jugendstilformen und anstoßenden Balkonen. Oberhalb des vorstehenden, um den Erker geführten Hauptgesimses in dichter Reihung fünf Dachhäuser. Der Eingang seitlich mit rundbogigem Oberlicht, im Hausflur Wandkacheln. Die Geschosse mit jeweils einer herrschaftlichen Wohnung. LfD/1998 (vgl. Denkmaltopographie Stadt Leipzig) | 09295470 |
|                                         | Mietshaus in geschlossener Bebauung | Richard-Lehmann-Straße 33 (Karte)                         | 1906 (Mietshaus)                                                                            | mit Tordurchfahrt, Putzfassade, zwei Erker und Balkons, Reformstil-Architektur, baugeschichtlich von Bedeutung Denkmaltext Herrschaftliches viergeschossiges, 1906 nach Plänen des auch als Bauherrn zeichnenden Architekten Max Fricke errichtetes Mietshaus. Die breitgelagerte Putzfassade wird in ihrem repräsentativen Charakter bestimmt durch das Motiv der beiden mittleren, von einem breiten geschweiften Giebel überfangenen abgeschrägten Erkern mit zwischenliegenden Balkonen. Die Sockelzone bossiert, an den Obergeschossen abgesetzte Rauputzflächen, die Erker mit ornamentalem Stuckdekor. Die Balkone besitzen schmiedeeiserne Gitter. Rückseitig Küchenaustritte. Der Hausflur mit Stuckausstattung. In Erd- und erstem Obergeschoss jeweils eine herrschaftliche Wohnung, eine Großwohnung mit dreizehn Zimmer erstreckte sich, durch eine Innentreppe verbunden, über das zweite Obergeschoss und die rechte Hälfte des dritten. LfD/1998 (vgl. Denkmaltopographie Stadt Leipzig) | 09295471 |
|                                         | Mietshaus in offener Bebauung | Richard-Lehmann-Straße 45 (Karte)                         | 1905–1906 (Mietshaus)                                                                       | historisierende Putzfassade, zwei Erker, Jugendstilstuck im Eingangsbereich, baugeschichtlich von Bedeutung Denkmaltext 1905–1906 nach Plänen des Architekten Oskar Erhardt für den Bauunternehmer Wilhelm Kother errichtetes viergeschossiges Mietshaus. Die reich gestaltete Putzfassade mit überwiegend genuteten Flächen, gegen die Rauhputzfelder abgesetzt sind und Stuckreliefs mit floralem Jugendstildekor. Von einem hohen gebrochenen Giebel überspannt zwei mittlere Erker, die im Bereich ihrer Blendfachwerkaufsätze durch ein Zwischenteil miteinander verbunden sind. Beidseitig des mittleren Giebels zwei Lukarnen mit Krüppelwalmgiebel. Der Eingang in der Mittelachse sitzend mit hohem kreisförmigen, von Stuckdekor eingefasstem kreisförmigen Oberlicht. Der Hausflur mit Stuckpaneelen, einer Wandgliederung durch Stuckrahmen und einer Stuckdecke. Die Geschosse mit jeweils zwei Wohnungen. LfD/1998 (vgl. Denkmaltopographie Stadt Leipzig) | 09295472 |
|                                         | Mietshaus in offener Bebauung | Richard-Lehmann-Straße 47a (Karte)                        | 1928–1929 (Mietshaus)                                                                       | mit Läden, Putzfassade, Erker und Balkons, baugeschichtlich von Bedeutung Denkmaltext Das nach Plänen des auch als Bauherr verantwortlich zeichnenden Architekten Otto Juhrich erbaute viergeschossige Mietshaus entstand 1928–1929 als Auftakt eines Ensembles, zu dem auch die beiden Doppelhäuser Kantstraße 32/Bernhard-Göring-Straße 119 und Bernhard-Göring-Straße 121/123 desselben Architekten gehören. Für diese Baugruppe stellt es durch seine breitgelagerte Front mit den massiv im Dachgeschoss ausgebauten und von einem ungegliederten Dreiecksgiebel überragten mittleren Achsen sowie den beiden Erkern mit angrenzenden Balkonloggien eine repräsentative Fassade dar. An der Front zur Bernhard-Göring-Straße ein weiterer, ebenfalls Balkonloggien einschließender breiter Erker, darüber die mittleren Achsen im Dachbereich massiv ausgebaut. Das im Eckbereich abgefaste Erdgeschoss mit Ladenzone und Putznutung, die über der Straßenecke rechtwinklig vorkragenden Obergeschosse in ihrer Gestaltung hingegen schmucklos. Die Dachzone mit Ausnahme der massiv ausgeführten Achsen als Mansarddach mit Dachhäusern. Im Inneren gruppieren sich um einen längsrechteckigen, das Treppenhaus aufnehmenden Lichthof pro Geschoss vier Wohnungen, zwei größere zur Richard-Lehmann-Straße und jeweils eine kleinere zur Bernhard-Göring-Straße und zum Hinterhof. Diese von dem Gedanken einer weitestgehenden ökonomischen Ausnutzung bestimmte Grundrissaufteilung konnte nur gegen erhebliche Widerstände der Baubehörde, die von einer „missglückten Architektur“ sprach und nur angesichts der damals herrschenden Wohnungsnot durchgesetzt werden. LfD/1998 (vgl. Denkmaltopographie Stadt Leipzig) | 09295473 |
|                                         | Mietshaus in offener Bebauung | Richard-Lehmann-Straße 49 (Karte)                         | 1910–1911 (Mietshaus)                                                                       | Putzfassade, zwei Erker, Reformstil-Architektur, baugeschichtlich von Bedeutung Denkmaltext Nach Plänen des Architekten Max Todt 1910–1911 für den Bauunternehmer Wilhelm Kother erbautes viergeschossiges freistehendes Mietshaus. Die Putzfassade mit bossiertem und genutetem Erdgeschoss, an zwei leicht vorstehenden mittleren Risaliten breite Erker mit zurückhaltendem Stuckdekor und gebrochenen Giebeln, darüber die Risalite stärker und abgeschrägt vortretend. Das Dach ursprünglich mit Krüppelwalm, die acht mittleren Achsen der Front bis in den Dachbereich massiv ausgeführt. Nach Kriegszerstörung vereinfachter Wiederaufbau der Dachzone in den Jahren 1967–1968. Der Hausflur mit Marmortreppe, marmorverkleideten und durch Pilaster gegliederten Wänden, Stuckdekorationen, Stuckdecke und Windfangtür. In den Geschossen jeweils zwei Wohnungen. LfD/1998 (vgl. Denkmaltopographie Stadt Leipzig) | 09295474 |
|                                         | Mietshaus in offener Bebauung | Richard-Lehmann-Straße 51 (Karte)                         | 1910–1911 (Mietshaus)                                                                       | Putzfassade, Erker und Balkons, Reformstil-Architektur, baugeschichtlich von Bedeutung Denkmaltext Durch den auch als Bauherrn verantwortlichen Baumeister Hermann Jäger 1910–1911 errichtetes freistehendes viergeschossiges Mietshaus. Der breitgelagerte Putzbau mit bossiertem Sockel und Vertikalgliederung an der Vorderfront in den Obergeschossen. Asymmetrisch versetzt in der Fassade rechts ein dreigeschossiger Erker mit figürlichen und ornamentalen Antragsarbeiten an den Brüstungsfeldern und anstoßenden Balkonen, links Balkonloggien. Der Eingang mit durch geometrischen Jugendstildekor gestalteten Pfen, Verdachung und Umrahmung des Oberlichtes. Im Hausflur eine Ausstattung mit Marmortreppe, Wandkacheln, pilastergegliederten Wänden, Stuckdekor und Stuckdecke, in den Geschossen jeweils zwei Wohnungen. LfD/1998 (vgl. Denkmaltopographie Stadt Leipzig) | 09295475 |
|                                         | Mietshaus in offener Bebauung | Richard-Lehmann-Straße 53 (Karte)                         | 1910–1911 (Mietshaus)                                                                       | Eckbetonung durch Vorkragung und Ecktürmchen, Putzfassade, Erker und Balkons, Reformstil-Architektur, baugeschichtlich von Bedeutung Denkmaltext Die beiden sich gegenübenstehenden, die Einmündung der Arthur-Hoffmann-Straße flankierenden Eckbauten entstanden in den Jahren 1910–1911 (Nummer 53) und 1911–1912 (Nummer 55) nach Plänen des Architekten Martin May für den Bauunternehmer und Maurermeister Hermann Seiler. Die viergeschossigen Putzbauten von prinzipiell ähnlichem Aufbau, einem im Erdgeschoss abgefasten und in den Obergeschossen abgeschrägt oder gerundet vorstehenden Eckbereich und jeweils einem kantigen Erker an beiden Straßenfronten, und so eine Portalsituation für den nördlichen Abschnitt der Arthur-Hoffmann-Straße bildend. Nummer 53 mit breitgelagerten, vertikalgegliederten Fronten sowie einer stärker durch Aufbauten über den Erkern und der Eckzone untergliederten Dachlandschaft, Nummer 55 kompakter wirkend aufgrund seiner weniger breiten Fassaden und des abschließenden geschwungenen Giebels über den seitlichen Achsen der Front zur Richard-Lehmann-Straße. Der Hausflur von Nummer 53 Wandkacheln, Stuckgliederungen und -reliefs sowie einer kassettierten Flachtonne. In den Geschossen von Nummer 53 jeweils drei, in den von Nummer 55 jeweils zwei Wohnungen. LfD/1998 (vgl. Denkmaltopographie Stadt Leipzig) | 09295476 |
|                                         | Mietshaus in offener Bebauung | Richard-Lehmann-Straße 55 (Karte)                         | 1911–1912 (Mietshaus)                                                                       | Eckbetonung durch Abrundung, Putzfassade, Kastenerker, Reformstil-Architektur, baugeschichtlich von Bedeutung Denkmaltext s. Nummer 53 | 09295477 |
|                                         | Mietshaus in offener Bebauung | Richard-Lehmann-Straße 57 (Karte)                         | bezeichnet 1911 (Mietshaus)                                                                 | Putzfassade, breiter Mittelerker mit eingefügten Loggien, Reformstil-Architektur, baugeschichtlich von Bedeutung Denkmaltext Viergeschossiges, 1911 nach Plänen des auch als Bauherrn zeichnenden Architekten Albin Marquardt errichtetes freistehendes herrschaftliches Mietshaus. Beherrschendes Element der Fassade ist der überaus breite, in die Dachzone erhöhte Mittelerker mit mittig eingefügten Loggien und breitem abgewalmten Dachabschluss. Als Stuckdekor figürliche und ornamentale Reliefs an den Loggien im ersten Obergeschoss sowie kleinteilige Antragsarbeiten an den Brüstungsfeldern des darüberliegenden Stockwerks. Im Bereich des ausgebauten Dachgeschosses, wo sich Marquardt sein Architekturbüro einrichtete, die Erkerfront mit Pilastergliederung und doppelter Säulenstellung zwischen den beiden Loggien. Das Erdgeschoss ursprünglich mit Nutung, hierin etwas seitlich von der Mittelachse versetzt der als Säulenportal mit zwei girlandenhaltenden Putti gestaltete Eingang. Der Hausflur mit Marmortreppe, marmorverkleideten Wänden, Flachtonne und Kreuzgratgewölbe. LfD/1998 (vgl. Denkmaltopographie Stadt Leipzig) | 09295478 |
|                                         | Doppelmietshaus (Anschrift: August-Bebel-Straße 53 und Scharnhorststraße 1) in geschlossener Bebauung, mit Einfriedung, Pforte und Vorgarten | Scharnhorststraße 1 (Karte)                               | bezeichnet 1891 (Doppelmietshaus)                                                           | mit zwei originalen Läden, historistische Klinker-Putz-Fassade, Eckturm, gusseiserne Veranda und Balkon, baugeschichtlich von Bedeutung Denkmaltext Nach Plänen des Architekten Heinrich Rust von 1889 für den ausführenden Maurermeister Otto Umlauf 1891 vollendet. Eckbau zur Scharnhorststraße, diese Fassadenseite im Erdgeschoss von zwei originalen Läden mit Comptoir eingenommen. Zur Hauptstraße die gelbe Ziegelfassade über mächtigem Putzsockel durch eine Vorhalle mit aufgesetzter gusseiserner Veranda und drei Treppenläufen aufgewertet. Von der 1891 durch Fritz Drechsler entworfenen Einfriedung nur noch die Pfen erhalten. Das früher feingestaltete Obergeschoss mit Rundbogenfenster geglättet, über dem Eck-Dachaufbau ursprünglich ein spitzer Pyramidenaufbau mit Fialen. Originale Treppenhaus – Ausstattung mit Tonnengewölbe, Kassettenwand, Holzpaneel. Von 1900 bis 1945 im Besitz der Verlegerfamilie Volckmar-Voerster-Frentzel. LfD/1998 (vgl. Denkmaltopographie Stadt Leipzig) | 09295331 |
| Weitere Bilder                          | Doppelmietshaus (Anschrift: Scharnhorststraße 2 und August-Bebel-Straße 55, mit Ausstattung im Treppenhaus) in geschlossener Bebauung, mit Vorgarten und Einfriedung | Scharnhorststraße 2 (Karte)                               | 1903 (Doppelmietshaus), um 1914 (Wand- und Deckenbild)                                      | bemerkenswertes herrschaftliches Wohnhaus des Architekten Georg Wünschmann, einer der markantesten Jugendstilbauten in Leipzig, orientiert am Wiener Sezessionsstil, Hausflur mit Leinwandbildern von Bruno Héroux, baugeschichtlich und personengeschichtlich von Bedeutung Denkmaltext „Herrschaftliches Wohnhaus“ des Architekten Georg Wünschmann, 1903 erbaut, mit Dachgeschoss-Atelier zur eigenen Benutzung. Der Eckbau wird an beiden Straßenfronten geprägt durch die markante Vertikalgliederung der über zwei Geschosse laufenden Lisenen über einem Unterbau mit Bogen- fenstern. An der Hauptfront zur August-Bebel-Straße Risalit mit flach geschweiftem Giebel. Der Christuskopf mit Strahlenkranz im Sternenhimmel und die dämonischen Eckmasken typisch für eine mystizierende Variante des Leipziger Jugendstils zwischen 1902 und 1904. Der Ecktrakt greift mit Fachwerkerkern und englischen Fenstern Elemente der Landhausarchitektur auf. Über dem Eingang zur Scharnhorststraße beeindruckend der Christuskopf in schwarzgrüner Keramik, mit Strahlenkranz im ovalen Oberlicht (Signatur: H.K.). Auch hier der Mittelteil mit leichten Putzfugen, die Lisenen wie an der Hauptfront mit abgerundeten Ecken. Wie dort schmücken schwarzgrüne Keramik-Kartuschen und Masken das Obergeschoss der zurückliegenden Seitenachsen. Fluraus- stattung mit grünen Kacheln,Tonnengewölbe mit breiten Gurten und ehemals sechs dekorativen Leinwandbildern (2 erhalten). Signatur B.H. deutet auf den Maler Bruno Héroux, der um 1914 das Atelier im Dachgeschoss benutzte. Um 1976 hier Atelier des Malers Frank Ruddigkeit. Das Haus mit erhaltener originaler Einfriedung ist eines der markantesten Jugendstilbauten in Leipzig. LfD/1998 (vgl. Denkmaltopographie Stadt Leipzig) | 09295394 |
| Weitere Bilder                          | Mietshaus in geschlossener Bebauung und Werkstattgebäude im Hof (mit Glasbrennofen und Schornstein einer ehemaligen Glasmalereiwerkstatt) | Scharnhorststraße 3 (Karte)                               | 1897 (Mietshaus)                                                                            | Vorderhaus mit Tordurchfahrt, historisierende Klinker-Putz-Fassade mit Balkons, im Hof ehemaliges Werkstattgebäude der Firma Stokinger – Glasmalerei und Kunstglaserei, ortsentwicklungsgeschichtlich und baugeschichtlich von Bedeutung Denkmaltext Mit Nummer 5, 7, 9 und 11: Bereits 1889 eine einheitliche unausgeführt gebliebene Planung des Straßenzuges durch das Architekturbüro Drechsler und George für Viktor Schädlich. Nach dem Verkauf der Parzellen an den Produktenhändler Louis Maasch wurden die viergeschossigen Mietshäuser bis 1899 errichtet, die Pläne hierzu lieferte der Architekt und Zimmermeister Ernst Ewald Maasch. Zunächst entstand Nummer 5 1896–1897, es folgten Nummer 3 und 7 1897–1898 sowie Nummer 9 und 11 1898–1899. Mit Ausnahme der beiden letzteren handelt es um Klinkerbauten mit Putzgliederungen, unter denen Nummer 3 durch Balkonloggien und Putzfelder mit Kränzen und Nummer 5 durch eine Erdgeschossverputzung mit schräger Nutung herausragen. Nummer 9 und 11 als Putzbauten mit gleicher Gliederung, die Fassaden durch abgesetzte Rauhputzflächen, Rankenfriese und übereck angebrachte kurze Kantstäbe gestaltet. Als Hofgebäude bei Nummer 3 eine zweigeschossige Bäckerei mit Schornstein, seit 1910 durch die Glasmalerei Josef Stokinger genutzt, bei Nummer 11 eine zweigeschossige Werkstatt von 1911 mit Schornstein und Seitengebäude nach Plänen des Architekten Emil Voigt. Der Einbau des Ladens in Nummer 11 erfolgte 1903, der der Gaststätte in Nummer 9 1906. Das kriegszerstörte Dach von Nummer 11 1948 wiederaufgebaut. LfD/1998 (vgl. Denkmaltopographie Stadt Leipzig) | 09295395 |
|                                         | Mietshaus in geschlossener Bebauung | Scharnhorststraße 4 (Karte)                               | 1902–1903 (Mietshaus)                                                                       | Klinker-Putz-Fassade mit Jugendstildekoration, polygonaler Erker, baugeschichtlich von Bedeutung Denkmaltext Das viergeschossige Mietshaus 1902–1903 nach Plänen des Architekten Otto Schmidt für den Bauunternehmer Georg Röder erbaut. Klinkerfassade mit verputztem, von den mittleren Achsen seitlich versetztem abgeschrägtem Erker. Am Erdgeschoss reichhaltiger Stuckdekor in Jugendstilformen: die Haustür durch zwei Bäume mit dichtem Laub eingerahmt, während eine Frauenmaske den Schlussstein bildet, unter den Fenstergesimsen Stuckfelder mit sich windenden Schlangen. LfD/1998 (vgl. Denkmaltopographie Stadt Leipzig) | 09295386 |
|                                         | Mietshaus in geschlossener Bebauung | Scharnhorststraße 5 (Karte)                               | 1896–1897 (Mietshaus)                                                                       | mit Tordurchfahrt, historistische Klinkerfassade, baugeschichtlich von Bedeutung Denkmaltext s. Nummer 3 | 09295396 |
|                                         | Mietshaus in geschlossener Bebauung und Hinterhaus | Scharnhorststraße 6 (Karte)                               | bezeichnet 1903 (Mietshaus)                                                                 | mit Laden, Klinker-Putz-Fassade mit Dekoration im Jugendstil, Erker, baugeschichtlich von Bedeutung Denkmaltext 1903 nach Plänen des Architekten Max Todt für den Bäckermeister Karl Seibicke errichtetes viergeschossiges Mietshaus. Klinkerfassade mit barockisierenden Stuckelementen. Links von den mittleren Achsen ein von einer Konsole mit bärtiger Maske getragener Erker mit geschweiftem Giebel, die beiden rechten Achsen überhöht von ebenfalls geschweiftem Giebel. Das Erdgeschoss mit pflanzlichen Stuckdekorationen aus geschwungenen Bändern und Blüten, insbesondere um den Eingang und an der Erkerkonsole. Die Hausflurausstattung original mit Ornamentfliesen, zartem Stuck in Jugendstilformen und Kreuzgratgewölbe. Als Hintergebäude eine zweigeschossige Bäckerei, die Ladenfront des dazugehörigen Bäckerladens hat sich am Vorderhaus erhalten. 1906 Anfügung einer viergeschossigen Loggia rückseitig an das Vorderhaus, 1926 Dachausbau und 1934 Einbau einer Garage im Souterrain. LfD/1998 (vgl. Denkmaltopographie Stadt Leipzig) | 09295387 |
|                                         | Mietshaus in geschlossener Bebauung | Scharnhorststraße 7 (Karte)                               | 1897–1898 (Mietshaus)                                                                       | historistische Klinkerfassade, baugeschichtlich von Bedeutung Denkmaltext s. Nummer 3 | 09295397 |
|                                         | Mietshaus in geschlossener Bebauung | Scharnhorststraße 8 (Karte)                               | 1903–1904 (Mietshaus)                                                                       | mit Hausdurchfahrt und mit Laden, historistische Klinkerfassade, ehemals mit Balkons, baugeschichtlich von Bedeutung Denkmaltext Das viergeschossige Mietshaus 1903–1904 durch den auch als Bauherr zeichnenden Maurermeister Albin Merkel errichtet. Die Gestaltung der Klinkerfassade im Verhältnis zu den anderen Häusern einfach, das beherrschende Motiv sind die sechs Balkons, die ursprünglich schmiedeeiserne Gitter aufwiesen. 1906 wurde im Souterrain ein Laden eingebaut, der 1936 vergrößert wurde, 1931 erfolgte der Ausbau des Daches. LfD/1998 (vgl. Denkmaltopographie Stadt Leipzig) | 09295388 |
|                                         | Mietshaus in geschlossener Bebauung | Scharnhorststraße 9 (Karte)                               | 1898–1899, bezeichnet 1898 (Mietshaus)                                                      | mit Tordurchfahrt und ehemals mit Gaststätte, historisierende Putzfassade, ehemals mit Balkons, baugeschichtlich von Bedeutung Denkmaltext s. Nummer 3 | 09295399 |
|                                         | Mietshaus in geschlossener Bebauung und Hinterhaus | Scharnhorststraße 10 (Karte)                              | 1904 (Mietshaus)                                                                            | ehemals mit originalem Laden, mit Hausdurchgang, Putzfassade mit Balkons, jugendstilige Dekoration, baugeschichtlich von Bedeutung Denkmaltext 1904 durch den Bauunternehmer und Zimmermeister Wilhelm Kother für den Dachdeckermeister Hermann Rindfleisch erbautes viergeschossiges Mietshaus. Putzfassade mit flachen Stuckfeldern zwischen den Fensterachsen und unter den Fensterbänken, zumeist mit pflanzlichem Dekor wie Zweigen und Kleeblättern, an den mittleren Achsen auch mit Darstellung von Eulen und Bienen. Die Mittelachse von vier Balkons mit schmiedeeisernem Gitter flankiert und wie die äußeren Achsen durch geschwungene Fensterverdachungen hervorgehoben. Im Hof ein zweigeschossiges Hinterhaus mit Wohnungen. Der Dachausbau am Vorderhaus erfolgte 1924. LfD/1998 (vgl. Denkmaltopographie Stadt Leipzig) | 09295389 |
|                                         | Mietshaus in geschlossener Bebauung, mit Werkstattgebäude und Nebengebäude im Hof | Scharnhorststraße 11 (Karte)                              | 1898–1899 (Mietshaus), 1911 (Werkstatt)                                                     | Vorderhaus mit Laden und Tordurchfahrt, historisierende Putzfassade, ehemals mit Balkons, baugeschichtlich von Bedeutung Denkmaltext s. Nummer 3 | 09295398 |
|                                         | Mietshaus in geschlossener Bebauung und Hinterhaus | Scharnhorststraße 12 (Karte)                              | 1904 (Mietshaus)                                                                            | Hausflur mit originaler Deckenmalerei, historisierende Klinker-Putz-Fassade, mit Balkons, baugeschichtlich von Bedeutung Denkmaltext Fünfgeschossiges Mietshaus, 1904 nach Plänen des Architekten F. Otto Gerstenberger für den Bauunternehmer Otto Birkigt errichtet. Klinkerfassade mit Fensterverdachungen und vier schmiedeeisernen Balkons. Im Hausflur originale Deckenmalerei mit Darstellung von PutteLfD/1998 (vgl. Denkmaltopographie Stadt Leipzig)n. | 09295390 |
|                                         | Mietshaus in geschlossener Bebauung | Scharnhorststraße 13 (Karte)                              | um 1900 (Mietshaus)                                                                         | historistische Putzfassade, baugeschichtlich von Bedeutung | 09296925 |
|                                         | Mietshaus in geschlossener Bebauung | Scharnhorststraße 14 (Karte)                              | 1903 (Mietshaus)                                                                            | historistische Klinkerfassade, baugeschichtlich von Bedeutung Denkmaltext Viergeschossiges, 1903 durch den auch als Bauherrn zeichnenden Baumeister Franz Salzbrenner errichtetes Mietshaus. Klinkerbau mit einfachen Stuckgliederungen und verputztem, ehemals genutetem Erdgeschoss. Die beiden mittleren Achsen in den Obergeschossen kaum vorstehend mit gequaderten Kanten. Der Eingang mittig, der Hausflur mit Stuckdecke. Im Erdgeschoss zwei, in den Obergeschossen jeweils drei Wohnungen. LfD/1998 (vgl. Denkmaltopographie Stadt Leipzig) | 09295391 |
| Weitere Bilder                          | Schule sowie Turnhalle, Vorgarten und Einfriedung | Scharnhorststraße 15 (Karte)                              | 1882–1884 (Schule)                                                                          | Schulgebäude mit mittlerem Uhrengiebel und zwei übergiebelten Seitenrisaliten mit Eingängen, Klinkerfassade mit Gliederungselementen aus Sandstein, im Stil der Neorenaissance, Architekt: Stadtbaurat Hugo Licht, baugeschichtlich und ortsgeschichtlich von Bedeutung Denkmaltext Kant-Gymnasium und Hugo Licht-Schule. Die ehemalige 8. Bezirksschule entstand 1883–1884 nach Plänen von Stadtbaurat Hugo Licht gegenüber dem Heinrich-Schütz-Platz als erstes Gebäude in der Scharnhorststraße. Viergeschossiger, in Ziegelrohbauweise mit sparsamer Sandsteingliederung errichteter Schulbau in Neorenaissanceformen. Die Anordnung eines erhöhten und vorstehenden Mittelbaues in einer langgestreckten Front in Anlehnung an Schulbauten der 1870er Jahre (vgl. Paul-Gruner-Straße 50 oder Schletterstraße 7). Doch erscheint der Baukörper durch seine breite Lagerung mit dem Mittelbau als Widerlager dienenden und ebenfalls von Renaissancegiebeln bekrönten Seitenrisaliten sowie durch die Anpassung des Mittelbaues an die Dachkubatur über seitliche, in Kaminen mündende Giebelfronten mit Voluten homogener durchgebildet und in der Gesamtanordnung repräsentativer. Eine Betonung erhält der Mittelbau durch fünf übergiebelte Renaissancefenster unterhalb des auf Konsolen ruhenden Kopfgesimses und durch einen breiten Uhrengiebel. Die Rücklagen werden durch eine Abfolge von jeweils drei aus vier Fenstern gebildeten und durch schmale vertikale Putzstreifen voneinander getrennten Fenstergruppen rhythmisiert, das steile Walmdach ist durch kleine Dachhäuser und hohe ziegelgemauerte Kamine belebt. Zwei portalartig ausgebildete Eingänge in den beiden Seitenrisaliten führen zu Treppenhäusern und Mittelkorridoren des westlichen Knaben- und des östlichen Mädchenflügels, während der Mittelbau im Erdgeschoss Hausmannswohnung und Lehrerzimmer, im ersten Obergeschoss ein Lehrmittelzimmer, im zweiten den Nähsaal und im dritten die Aula enthielt. Das oberste Geschoss außerdem mit naturwissenschaftlichem Zimmer und Zeichensaal. Rückwärtig im Hof eine parallel zu dem Hauptgebäude angeordnete und mit diesem durch zwei geschlossene Gänge verbundene Turnhalle. | 09295400 |
|                                         | Mietshaus in geschlossener Bebauung | Scharnhorststraße 16 (Karte)                              | 1889–1890 (Mietshaus)                                                                       | mit Laden, Eckbetonung durch Eckerker, baulicher Zusammenhang mit Kochstraße 46, 48, 50 und 52, Platzwand des Heinrich-Schütz-Platzes, baugeschichtlich von Bedeutung Denkmaltext Durch den auch als Bauherrn zeichnenden Architekten und Maurermeister Alexander Dick 1889–1890 in abgefaster Ecklage zum Heinrich-Schütz-Platz errichtetes fünfgeschossiges Mietshaus. Putzbau mit Sandsteingesimsen, die Stuckgliederungen im Nachhinein entfernt. An der Abfasung ein dreigeschossiger Erker, ursprünglich war die Ecke durch einen Turmaufsatz mit flankierenden Renaissansegiebeln hervorgehoben. Der Hausflur mit Kassettendecke. Das Erdgeschoss mit Eckladen und zwei, die Obergeschosse mit jeweils drei Wohnungen. LfD/1998 (vgl. Denkmaltopographie Stadt Leipzig) | 09295392 |
| Direkt Bild zu diesem Denkmal hochladen | Wohnhochhaus in Ecklage in geschlossener Bebauung und angrenzende Wohnbebauung (mit Karl-Liebknecht-Straße 109) | Scharnhorststraße 17; 19 (Karte)                          | 1961–1964 (Wohnhaus)                                                                        | zwölfgeschossiges Wohnhochhaus als Dominante an der Karl-Liebknecht-Straße, markante Ladenzone, Putzfassade, zum Teil monolithischer Stahlbetonskelettbau, im Stil der Moderne, baugeschichtlich von Bedeutung | 09299271 |
|                                         | Hochschulgebäude in offener Bebauung | Scharnhorststraße 20 (Karte)                              | 1896 (Institut)                                                                             | interessante Klinkerfassade, baugeschichtlich, sozialgeschichtlich und ortsgeschichtlich von Bedeutung Denkmaltext Freistehender, 1896 als Deutsche Lehrerbildungsanstalt für Knaben-Handarbeit errichteter dreigeschossiger Ziegelbau. Der Sockel bossiert, die Geschosse mit farbig abgesetztem Ziegeldekor. Im Erdgeschoss gotisierende Kreuzfenster, die Fenster der Obergeschosse segmentbogig. Die drei mittleren Achsen in den Dachbereich erhöht mit Krüppelwalm. Das Souterrain ehemals mit Hausmannswohnung, das Erdgeschoss mit zwei Werkstätten, die Obergeschosse mit Arbeitsräumen. Seit 1959 Universitätsinstitut, zunächst für Pädagogik, Abteilung Unterrichtsmethodik, dann für Chemie. LfD/1998 (vgl. Denkmaltopographie Stadt Leipzig) | 09295506 |
|                                         | Mietshaus mit Pfarramt in geschlossener Bebauung | Scharnhorststraße 21 (Karte)                              | 1892–1893 (Pfarrhaus)                                                                       | viergeschossige Klinkerfassade mit Natursteingliederung, Mittelerker, im Stil der Neogotik, ortshistorisch und baugeschichtlich von Bedeutung Denkmaltext Pfarrhaus der Evangelischen Kirchengemeinde St. Andreas, 1892–1893 im Zusammenhang mit der 1890 erfolgten Gründung der Pfarrgemeinde für die äußere Südvorstadt und der gleichzeitig mit dem Pfarrhaus errichteten neugotischen Andreaskirche erbaut. Der viergeschossige, sandsteingegliederte Klinkerbau mit natursteinverkleidetem Sockel nach Plänen des Architekten Richard Füssel entsprechend der Andreaskirche in gotischen Formen: ein spitzbogiger Eingang, mit Vier- und Dreipaßformen besetzte Zierstreifen an Gurt- und Hauptgesims, die Profile der Faschen und nicht zuletzt ein schlanker, steil aufragender Mittelerker, der zusammen mit einem die mittleren Achsen überspannenden Giebel die Fassade in ihrer Höhenentwicklung bestimmt. Auch der Hausflur gotisierend mit Kreuzrippengewölbe, die Haustreppe gusseisern. Das Erdgeschoss mit Pfarramt und einer kleineren Wohnung, erstes und zweites Obergeschoss mit jeweils einer großen Pfarrerwohnung. Zwei weitere Wohnungen im dritten Obergeschoss. LfD/1998 (vgl. Denkmaltopographie Stadt Leipzig) | 09295516 |
|                                         | Mietshaus in offener Bebauung, mit seitlicher Toreinfahrt an der Bernhard-Göring-Straße | Scharnhorststraße 22 (Karte)                              | 1902 (Mietshaus)                                                                            | Eckbetonung durch Abschrägung und Eckturm, repräsentative historistische Klinker-Putz-Fassade mit Erker, baugeschichtlich von Bedeutung Denkmaltext Freistehendes, 1902 nach Plänen des Architekten Carl Wolf den Bauunternehmer Carl Nelb errichtetes viergeschossiges Mietshaus in abgefaster Ecklage zur Bernhard-Göring-Straße. Klinkerbau mit Stuckgliederung, die Sockelzone und das Erdgeschoss mit Putznutung. Der ebenfalls verputzte Eckbereich durch Erker und Turmaufsatz repräsentativ gestaltet. Ein weiterer, abgeschrägter Erker an der Front zur Scharnhorststraße. Der Hausflur mit Ornamentfliesen, in den Geschossen jeweils zwei Wohnungen, das Erdgeschoss mit Eckladen. 1911 rückseitig Anbringung von Küchenaustritten. LfD/1998 (vgl. Denkmaltopographie Stadt Leipzig) | 09295505 |
|                                         | Mietshaus in geschlossener Bebauung und Hinterhaus sowie Garten mit Laube im Hof | Scharnhorststraße 23 (Karte)                              | 1896–1897 (Mietshaus)                                                                       | Vorderhaus mit Tordurchfahrt, repräsentative Klinkerfassade mit Sandsteingliederungen, zwei Erker, im Stil des Späthistorismus, Hofgebäude ehemals mit Remise und Pferdestall, im Hof Garten mit Gartenlaube, Brunnenbecken und Stützmauer, baugeschichtlich von Bedeutung, Dokument der südlichen Stadterweiterung Denkmaltext Repräsentatives, 1897 nach Plänen des Architekten Albin Conrad für den Kaufmann Paul Richard Sickert errichtetes viergeschossiges Mietshaus. Die Klinkerfassade mit bossiertem Sockel, Sandsteingliederungen und reichhaltigem Stuckdekor in Formen einer deutschen Renaissance. Hierin die Formensprache des benachbarten Pfarrhauses der St. Andreasgemeinde aufgreifend und in stilgeschichtlichem Sinn weiterführend, nimmt der hohe mittlere Giebel auch auf die Kubatur des Nachbarhauses Bezug. An die Stelle des einen mittleren Erkers bei Nummer 21 treten zwei reich dekorierte seitliche, die ehemals mit hohen, von Laternen bekrönten Dachhelmen versehen waren. Dennoch und gerade wegen ihrer aufwendigen Gestaltung vermag die Fassade nicht mehr die dynamische Höhenentwicklung zu erzielen, wie sie die Front des Pfarrhauses aufzuweisen hat. Das Säulenportal der Tordurchfahrt mit Volutengiebel und Frauenmaske, die Durchfahrt selbst mit Holzpaneelen, freistehenden Säulen und kassetiertem Gewölbe. In den Geschossen jeweils eine herrschaftliche Wohnung. Rückseitig Küchenaustritte. Rückseitig im Hof ein eineinhalbgeschossiges Nebengebäude als Ziegelbau in Neorenaissanceformen, ursprünglich mit Pferdestall und Remise. LfD/1998 (vgl. Denkmaltopographie Stadt Leipzig) | 09295515 |
|                                         | Kirchgemeindehaus (mit Kirchsaal und Ausstattung) und frei stehender Glockenturm | Scharnhorststraße 29; 31 (Karte)                          | 1935–1936 (Gemeindehaus)                                                                    | Eingangshalle mit originaler Ausmalung und Fenstern mit Glasmalerei, im Heimatstil der 1930er Jahre, baugeschichtlich und ortsgeschichtlich von Bedeutung Denkmaltext Nach Plänen des Architekten Georg Stauch 1935–1936 von der Straße zurückliegend errichtetes Gemeindehaus der evangelisch-lutherischen Andreasgemeinde. Zweigeschossiger Putzbau mit leicht geknicktem Walmdach und stichbogigem Eingang, links daran anschließend ein durch eine geringere Dachneigung niedriger erscheinender Saalanbau, ebenfalls verputzt mit hochformatigen Fenstern. Im Inneren des zweigeschossigen Traktes das Erdgeschoss mit Pfarrerzimmer und Eingangshalle, darin Wandmalereien der Entstehungszeit, Sämann und Schäfer darstellend und in den Fenstern Glasmalereien der Firma Stokinger. Das Obergeschoss mit dem Konfirmandenzimmer, der große Saal mit einer Bühne. Im Vorgarten ein Bronzeabguss der „Göttinger Gänseliesel“. Ein viergeschossiges Vorderwohnhaus von 1936–1937 wurde während des Krieges zerstört. LfD/1998 (vgl. Denkmaltopographie Stadt Leipzig) | 09295514 |
|                                         | Mietshaus in offener Bebauung, mit Hintergebäude und seitlicher Toreinfahrt | Scharnhorststraße 33 (Karte)                              | 1907 (Mietshaus)                                                                            | Putzfassade, Eckerker, Balkons, Reformstil-Architektur, baugeschichtlich von Bedeutung Denkmaltext Freistehendes viergeschossiges, 1907 durch den Baumeister Hermann Richter für den Fleischermeister Gustav Apitzsch errichtetes Mietshaus. Die Putzfassade mit bossiertem Sockel und einer bis an die Sohlbänke des zweiten Obergeschosses reichenden feinen Nutung. In der Mitte eine oberhalb des Erdgeschosses auf Konsolen vorstehende dreigeschossige Balkonloggia mit flankierender Vertikalgliederung, die ehemals in einer breiten, in dem steilen im Krieg zerstörten Mansarddach sitzenden Lukarne ihren Abschluss fand. Die vordere linke Gebäudekante als leicht vortretender polygonaler Eckerker. Als Schmuckformen floraler Jugendstildekor an den Faschen des obersten Geschosses und schachbrettartige Felder an den darunterliegenden Brüstungen. Die Balkongitter wie auch das Einfahrtstor schmiedeeisern. Der Eingang an der linken Giebelfront in überdachtem Vorbau. Die Geschosse mit jeweils einer um eine zentrale Diele angeordnete Großwohnung. Als zweigeschossiges Hintergebäude ehemaliger Stall mit Remise. LfD/1998 (vgl. Denkmaltopographie Stadt Leipzig) | 09295508 |
|                                         | Mietshaus in offener Bebauung | Scharnhorststraße 35 (Karte)                              | 1908 (Mietshaus)                                                                            | repräsentative Putzfassade, Mittelerker, Balkons, zwischen Jugendstil und Reformstil, baugeschichtlich von Bedeutung Denkmaltext Viergeschossiges, 1908 durch den auch als Bauherrn zeichnenden Baumeister Kurt Bergk errichtetes freistehendes Mietshaus. Vertikal gegliederte Putzfassade mit hoher bossierter Sockelzone. In der Erdgeschosszone das mittlere Kompartiment mit einem angeschnittenen Kreis bildendem und durch zwei Pfen unterteiltem Erker. Darüber auf Konsolen ein breiter Mittelerker mit Stuckreliefs, gerundet vorstehendem Austritt und seitlich anstoßenden Balkonen, dessen Vertikalententwicklung sich oberhalb des von Konsolen mit Masken getragenen Hauptgesimses in einem segmentbogig schließenden Dachausbau fortsetzt. Der Eingang seitlich in der linken Giebelfront, die Geschosse mit jeweils einer Wohnung, deren Räume um eine zentrale Diele angeordnet sind. LfD/1998 (vgl. Denkmaltopographie Stadt Leipzig) | 09295507 |
|                                         | Mietshaus (Nr. 36) in halboffener Bebauung, mit Hinterhaus (Nr. 36a) | Scharnhorststraße 36; 36a (Karte)                         | 1906–1907 (Mietshaus)                                                                       | Putzfassade, zwei Erker, Jugendstildekoration, baugeschichtlich von Bedeutung Denkmaltext Viergeschossiges, durch das auch als Bauherr auftretende Baugeschäft Weigert & Schlieter aus Aue 1905 errichtetes Mietshaus. Durch unterschiedliche Putzarten und Jugendstildekorationen gestaltete Putzfassade mit abgeschrägten Erkern. Der Sockel ziegelverblendet, das Erdgeschoss mit Putzstreifung, darin mittig der rundbogige Eingang. Als Stuckdekor des ersten Obergeschosses Bäume mit jeweils zwei Fenstern bogenförmig übergreifenden Kronen. An den Brüstungsfeldern des obersten Geschosses Porträtmedaillons. Der linke Erker wird von einem dreifach gebogenen Dachausbau überragt. Im Hausflur ein mit flachen Stuckbänderrn besetztes Tonnengewölbe, die Geschosse mit jeweils zwei Wohnungen. Das zweigeschossige Hintergebäude ursprünglich mit Niederlage, Kontor und Werkstellen. LfD/1998 (vgl. Denkmaltopographie Stadt Leipzig) | 09295513 |
| Direkt Bild zu diesem Denkmal hochladen | Wohnhauszeile (Anschrift: Hardenbergstraße 53, Lößniger Straße 56-60 und Scharnhorststraße 42) und seitliche Einfriedung | Scharnhorststraße 42 (Karte)                              | 1921–1922 (Wohnblock)                                                                       | kommunale Wohnhauszeile mit Kleinwohnungen, gehört zu den frühesten Bauvorhaben, die das Hochbauamt der Stadt Leipzig nach dem Ersten Weltkrieg in Angriff nahm, seitlich Ziegelmauer als Einfriedung, einfach gestaltete Putzfassade mit Ziegelsockel, baugeschichtlich und sozialgeschichtlich von Bedeutung Denkmaltext Der aus fünf Häusern bestehende dreigeschossige Baublock zwischen Scharnhorst- und Hardenbergstraße wurde 1921–1922 nach Plänen des Stadtbaurates James Bühring errichtet und gehört somit zu den frühesten Bauvorhaben, die das Hochbauamt der Stadt Leipzig nach dem Ersten Weltkrieg in Angriff nahm, um der verheerenden Wohnungsnot zu begegnen. Mit der Ausführung wurde die erst kurz zuvor neu gebildete Städtische Wohnungsbau GmbH beauftragt, neben der Weidenhofsiedlung in Mockau stellt die Wohnzeile eine der ersten in städtischem Regiebau errichteten Anlagen dar. Das heute sehr schlichte Erscheinungsbild der Straßenfront des verputzten und mit einem Ziegelsockel versehenen Blockes war ursprünglich belebter durch aufgelegten Stuckdekor zwischen den leicht vorstehenden Erkern. Bei den drei mittleren Häusern erfolgt die Erschließung sowohl von der Straße als auch von der Rückseite, bei den beiden äußeren, von Scharnhorst- und Hardenbergstraße aus nummerierten Häusern ausschließlich von der Hofseite mit Zugängen von diesen Straßen aus. Rückseitig befinden sich in der Front Balkonloggien für jede Wohnung sowie Dachhäuser über den fünf Eingangsachsen. Insgesamt beinhaltet der Baublock dreißig Kleinwohnungen, bestehend aus Küche, Bad, WC und zwei Stuben. Zur Scharnhorst- wie auch zur Hardenbergstraße wird das Hofareal durch Ziegelmauern eingefriedet (s.a. Hardenbergstraße 53 und Scharnhorststraße 42). LfD/1998 (vgl. Denkmaltopographie Stadt Leipzig) | 09295484 |
|                                         | Einzeldenkmal der Wohnanlage Altenburger Straße: zwei Mehrfamilienhäuser einer Wohnanlage (siehe auch Sachgesamtheitsdokument – Obj. 09304594, Altenburger Straße 6-24) | Scharnhorststraße 44; 46 (Karte)                          | 1912–1913 (Mehrfamilienwohnhaus)                                                            | Teile einer geschlossenen Wohnanlage um begrünten Innenhof, im Reformstil der Zeit um 1910, zusammen mit Altenburger Straße 6, 8, 10, 14 und 16, 18, 20, 22, Lößniger Straße 31, 33, 39, 41 und 43, 45, 47, 49, Hardenbergstraße 55, 57 und 80, 82, 84, Steinstraße 83, 85, Scharnhorststraße 44 mit Laden, baugeschichtlich von Bedeutung Denkmaltext s. Altenburger Straße 6,8,10,14 | 09295403 |
| Weitere Bilder                          | Doppelmietshaus (Nr. 49/51) in offener Bebauung, mit Doppel-Hinterhaus (Nr. 49a/51a) und seitliche Toreinfahrt bei Nr. 51 | Scharnhorststraße 49; 49a; 51; 51a (Karte)                | 1904–1905 (Doppelmietshaus), 1904–1905 (Hinterhaus)                                         | reich gegliederte Putzfassade, zwei Erker, zwischen Jugendstil und Historismus, baugeschichtlich von Bedeutung Denkmaltext Viergeschossiges, durch den auch als Bauherrn zeichnenden Baumeister Johannes Wetzold 1904–1905 errichtetes Doppelmietshaus. Die breitgelagerte Front des freistehenden Putzbaus mit symmetrischem Aufbau, beidseitig jeweils ein kräftig vorstehender und von einer geschwungenen Haube bekrönter Erker, die vier mittleren Achsen bis in die Zone des Walmdaches erhöht mit einem geschwungenen Giebel. Über einem Ziegelsockel ein glatt verputztes Erdgeschoss, darüber die Obergeschosse mit durchgehenden Vertikalgliederungen, deren glatte Putzflächen wie die der Faschen sich von den mit geometrischem Jugendstildekor besetzten Rauhputzfeldern der Wände abheben. Die Hausflure mit Ornamentfliesen, Wandkacheln und flacher Stuckdecke, in den Geschossen pro Hälfte jeweils zwei Wohnungen. Im Hof ein zweigeschossiges Doppelhinterhaus, ebenfalls mit vier Wohnungen pro Geschoss. LfD/1998 (vgl. Denkmaltopographie Stadt Leipzig) | 09295512 |
|                                         | Mietshaus (Nr. 53) in halboffener Bebauung mit Hinterhaus (Nr. 53a) | Scharnhorststraße 53; 53a (Karte)                         | 1904–1905 (Mietshaus)                                                                       | späthistoristische Klinkerfassade mit Putzdekoration, baugeschichtlich von Bedeutung Denkmaltext 1904–1905 nach Plänen des Architekten Albert Wolf für den Bauunternehmer Arthur Schulze erbautes viergeschossiges Mietshaus. Zusammen mit dem kriegszerstörten Nachbarhaus Nummer 55 bildete der schlichte Klinkerbau ein Doppelhaus, dessen vier mittlere, leicht vorstehende Achsen bis in den Dachbereich erhöht waren. Die Fassade geschossweise durch schmale Sohlbankgesimse untergliedert. Sockel und Erdgeschoss verputzt mit Nutung. An den Obergeschossen einfache Faschen in Putz. Der mittig angeordnete Hausflur mit Ornamentfliesen, Wandkacheln und Kreuzgratgewölben, in den Geschossen jeweils zwei Wohnungen. Der Hof mit zweigeschossigem Hinterwohngebäude. 1953 nach Kriegszerstörung Wiederinstandsetzung des Dachgeschosses am Vorderhaus. LfD/1998 (vgl. Denkmaltopographie Stadt Leipzig) | 09295511 |
|                                         | Mietshaus in offener Bebauung | Scharnhorststraße 57 (Karte)                              | 1906–1907 (Mietshaus)                                                                       | Eckbetonung durch Erker und Giebel, Putzfassade, weitere Erker und Balkons, zwischen Historismus und Reformstil, baugeschichtlich von Bedeutung Denkmaltext Viergeschossiges, 1906–1907 nach Plänen des Architekten Otto Riehl für den Maurermeister Hermann Seydel in Ecklage errichtetes Mietshaus. Der durch Erker und Dachausbauten mit hohen, mehrfach gebrochenen Giebeln reich durchgliederte Baukörper die Straßenecke zur Lößniger Straße markant beherrschend. Oberhalb einer hohen ziegelverblendeten Sockelzone die Obergeschosse mit genuteter Vertikalgliederung. Dem Motiv des übergiebelten Erkers an der zweiachsigen Abfassung entsprechen zwei weitere Erker und Giebel an den Straßenfronten. Im Hausflur ein Tonnengewölbe mit flachen Stuckbändern und Jugendstildekor, die Geschosse mit jeweils zwei Wohnungen. LfD/1998 (vgl. Denkmaltopographie Stadt Leipzig) | 09295510 |
|                                         | Mietshaus in halboffener Bebauung | Scharnhorststraße 59 (Karte)                              | 1912–1913 (Mietshaus)                                                                       | mit Eckladen, Putzfassade, Reformstil-Architektur, baugeschichtlich von Bedeutung Denkmaltext Nach Plänen des auch als Bauherr zeichnenden Architekten Walter Schindler 1912–1913 in Ecklage zur Lößniger Straße errichtetes viergeschossiges Mietshaus. Der Putzbau durch die über dem abgefasten Erdgeschoss kantig vortretende Gebäudeecke, einen im Eckbereich massiven Dachausbau und breite Erker mit anstoßenden Balkonen kubisch wirkend, die Fronten ansonsten nur wenig durch schmale Gurtgesimse und Putzspiegel an den Erkern gegliedert. Der Hausflur mit stuckgegliederten Wänden und kassetiertem Tonnengewölbe. Im Eckbereich ein in das Souterrain eingeschnittener Eckladen, die Geschosse mit jeweils drei Wohnungen. 1926 Dachausbau an der Front zur Lößniger Straße, 1962 Wiederaufbau des kriegszerstörten Daches. LfD/1998 (vgl. Denkmaltopographie Stadt Leipzig) | 09295509 |
|                                         | Mietshaus in halboffener Bebauung | Schenkendorfstraße 1 (Karte)                              | 1884–1885 (Mietshaus)                                                                       | mit Tordurchfahrt, historistische Klinkerfassade, baugeschichtlich von Bedeutung Denkmaltext Viergeschossiges, 1884–1885 nach Plänen des Architekten Richard Hagemann für den Bauunternehmer Hermann Kramer erbautes Mietshaus. Obwohl der rechte Giebel aufgrund des bereits bestehenden benachbarten Villengrundstücks freibleiben musste, wurde das Haus für eine geschlossene Blockrandbebauung konzipiert. Über dem hohen kunststeinverkleideten Sockel das verputzte und mit einer Quaderung versehene Erdgeschoss, darüber die klinkerverkleideten Obergeschosse mit Fensterumrahmungen in streng wirkender Reihung. Als oberer Fassadenabschluss ein von Konsolen getragenes Hauptgesims. Rückseitig eine viergeschossige Veranda. Pro Geschoss eine Großwohnung. LfD/1998 (vgl. Denkmaltopographie Stadt Leipzig) | 09295022 |
|                                         | Villa in rückwärtiger Lage, heute Pfarr- und Gemeindehaus der Christengemeinschaft | Schenkendorfstraße 3 (Karte)                              | 1882–1883 (Villa)                                                                           | historisierende Klinker-Putz-Fassade, mit Veranda und Turm, baugeschichtlich von Bedeutung Denkmaltext Villa Schnabel, 1882–1883 durch den Maurermeister Franz Schirmer für Richard Schnabel errichtete zweigeschossige Villa. Der von der Straße zurückgesetzte kubische Baukörper mit vorkragendem, oben abgeflachten Walmdach und einer lebhaften Fassadengestaltung, indem die Putzflächen von ziegelverblendeten Lisenen und Bogenfriesen eingefasst werden. Der Gebäudesockel mit von Blendziegeln umrahmter Bruchsteinverkleidung. An der Vorderfront ein zweiachsiger Mittelrisalit mit Krüppelwalmgiebel, seitlich links der Fassade vorgelagert eine eingeschossige, über Außentreppe und Terrasse erreichbare in Rohziegelbau ausgeführte Veranda. An der rechten Gebäudeflanke zurückgesetzt ein Turmanbau mit steilem Zeltdach, der den überdachten Eingang enthält. In der Straßenflucht im ehemaligen, dem Haus vorgelagerten Villengarten 1981–1982 Errichtung der Kirche der Christengemeinschaft, für die die Villa seitdem als Pfarr- und Gemeindehaus dient. LfD/1998 (vgl. Denkmaltopographie Stadt Leipzig) | 09295021 |
|                                         | Mietshaus in halboffener Bebauung | Schenkendorfstraße 5 (Karte)                              | 1881–1882 (Mietshaus)                                                                       | mit Tordurchfahrt, historistische Putzfassade, baugeschichtlich von Bedeutung Denkmaltext 1881–1882 durch den Maurermeisters Franz Schirmer für Richard Schnabel errichtetes herrschaftliches Mietshaus. Die geschossweise von Gurtgesimsen untergliederte Putzfassade mit zwei leicht vortretenden Seitenrisaliten. Das Erdgeschoss weist eine Nutung auf, ebenso die Kanten der Risalite, die zudem unterhalb der Gurtgesimse mit Frauenmasken zeigenden Stuckfeldern besetzt sind. Der Hausflur mit Stuckdekoration und Stuckdecke, die Geschosse beinhalten jeweils eine Großwohnung. LfD/1998 (vgl. Denkmaltopographie Stadt Leipzig) | 09295020 |
|                                         | Mietshaus in geschlossener Bebauung | Schenkendorfstraße 7 (Karte)                              | 1888–1889 (Mietshaus)                                                                       | mit Hausdurchgang, historistische Putzfassade, baugeschichtlich von Bedeutung Denkmaltext Mit Nummer 9: Die beiden viergeschossigen Mietshäuser entstanden 1888–1889 nach Plänen des Architekten Emil Appenfelder für den Kaufmann Joseph Haseneyer. Nummer 7 als Putzbau mit Stuckgliederungen, Nummer 9 als Klinkerbau mit Ziegel- und Stuckdekor. Trotz der Unterschiede in Material und Detailformen besitzen die beiden Häuser ein ähnliches Grundschema ihrer Gestaltung: ein kunststeinverkleideter Sockel, das Erdgeschoss mit kräftiger Nutung und einem Hauseingang seitlich rechts, eine zweigeschossige Hauptzone, dessen zwei äußere rechte Achsen durch Giebel, übergreifende Verdachungen oder Überfangbögen zusammengefasst sind, und schließlich, beidesmal durch ein Gurtgesims abgetrennt, das oberste Geschoss mit rundbogigen Fenstern. Die Differenz der Traufhöhen resultiert aus der Steigung der Schenkendorfstraße in ihrem westlichen Abschnitt. Die Hausflurausstattungen sind original erhalten mit Holzpaneelen, Stuckdekorationen und Stuckdecken, in den Geschossen befindet sich jeweils eine herrschaftliche Großwohnung. LfD/1998 (vgl. Denkmaltopographie Stadt Leipzig) | 09295019 |
|                                         | Mietshaus in geschlossener Bebauung | Schenkendorfstraße 9 (Karte)                              | 1888–1889 (Mietshaus)                                                                       | mit Hausdurchgang, historistische Putzfassade, baugeschichtlich von Bedeutung Denkmaltext s. Nummer 7 | 09295018 |
|                                         | Mietshaus in halboffener Bebauung | Schenkendorfstraße 10 (Karte)                             | 1883–1884 (Mietshaus)                                                                       | historistische Putzfassade, baugeschichtlich von Bedeutung Denkmaltext Herrschaftliches dreigeschossiges Mietshaus in offener Bebauung, das 1883–1884 nach Plänen des Architekten Julius Hoffmann für den Kaufmann Friedrich Voigt errichtet wurde. Putzbau mit Gliederungen, Fensterverdachungen, Mäanderfries und genutetem Erdgeschoss. Die Seitenfronten mit Mittelrisaliten, an den Vorder- und Rückfronten die an die nördlichen Gebäudekanten stoßenden Kompartimente leicht zurückgesetzt mit Nutung und großen Blendrahmen. Über einem von kräftigen Konsolen in dichter Reihung getragenem Hauptgesims das Mansarddach mit rundbogigen Dachhäusern. Rückseitig eine dreigeschossige Veranda. Die Geschosse enthielten jeweils eine repräsentative Wohnung mit Salon und Speisezimmer. In den Jahren 1955–1956 Umbau als Bürogebäude für die Stadtbezirksverwaltung Süd. LfD/1998 (vgl. Denkmaltopographie Stadt Leipzig) | 09295025 |
|                                         | Doppelmietshaus in geschlossener Bebauung | Schenkendorfstraße 11; 11b (Karte)                        | 1890–1891 (Doppelmietshaus)                                                                 | mit zwei Hausdurchgängen, historistische Putzfassade, zwei Erker, baugeschichtlich von Bedeutung Denkmaltext Das repräsentative viergeschossige Doppelmietshaus wurde 1890–1891 durch den auch als Bauherr verantwortlichen Maurermeister Bernhard Möbius erbaut. Plastisch gestaltete Putzfassade mit zwei sich spiegelsymmetrisch entsprechenden Doppelhaushälften, die jeweils einen seitlichen Eingang mit Sprenggiebel und einen abgeschrägten, durch Dreiviertelsäulchen, Giebel und geschwungene Hauben hervorgehobenen Mittelerker aufweisen. Über der gequaderten Sockelzone das Erdgeschoss mit kräftiger Nutung und rundbogigen Fenstern, während das erste Obergeschoss durch Dreiecksgiebel als Hauptgeschoss ausgewiesen ist. Den darüberliegenden Geschossen wird weniger Wertigkeit beigemessen in der Verwendung von geraden Fensterverdachungen oder schlichten Schlusssteinen. Die Kartuschen über den Eingängen zeigen die Initialen des Erbauers. Die Hausflure besitzen Pilastergliederungen und Gratgewölbe, die Geschosse enthalten in jeder Haushälfte jeweils eine herrschaftliche Wohnung. 1904 errichtete Möbius rückseitig zwei viergeschossige Veranden, von denen die an Nummer 11 1970 wegen Baufälligkeit abgerissen wurde. LfD/1998 (vgl. Denkmaltopographie Stadt Leipzig) | 09295017 |
|                                         | Doppelmietshaus in offener Bebauung, mit zwei Hintergebäuden | Schenkendorfstraße 12; 14 (Karte)                         | 1898–1900 (Doppelmietshaus)                                                                 | historistische Putzfassade, zwei Sandsteinerker, baugeschichtlich von Bedeutung Denkmaltext Durch den auch als Bauherrn auftretenden Architekten Julius Hoffmann 1898–1900 errichtetes freistehendes dreigeschossiges Doppelmietshaus. Die breitgelagerte repräsentative Putzfassade wird dominiert von zwei Erkern mit barockisierenden Gliederungen und abschließenden geschwungenen Giebeln. Das Erdgeschoss mit Putzquaderung und Korbbogenfenstern, die Obergeschosse mit geraden Fensterverdachungen, unter denen Wappen angebracht sind. Die beiden äußeren Achsen springen gegenüber der Fassade etwas zurück, wobei ihre Kanten durch eine Putzquaderung abgesetzt werden. Rückseitig zwei dreigeschossige verglaste Veranden. In den Geschossen pro Doppelhaushälfte ursprünglich jeweils eine herrschaftliche Wohnung mit Salon und Speisezimmer. Im rückwärtigen Garten zwei zweigeschossige Hofgebäude, ehemals mit Stall, Remise und Kutscherwohnung. Zwischen 1952 und 1956 erfolgten durchgreifende Umbauten zur Nutzung durch Behörden der Stadtbezirksverwaltung Süd. LfD/1998 (vgl. Denkmaltopographie Stadt Leipzig) | 09295026 |
|                                         | Mietshaus in geschlossener Bebauung und Hinterhaus | Schenkendorfstraße 15 (Karte)                             | 1888–1889 (Vorderhaus), 1883 (Hinterhaus)                                                   | Vorderhaus mit Tordurchfahrt, historistische Klinkerfassade, baugeschichtlich von Bedeutung Denkmaltext Das viergeschossige Vorderhaus entstand 1888–1889 nach Plänen des Architekten F. Gustav Kapss für den Steinmetzmeister Carl Schmidt. Klinkerfassade mit Gliederungen und durch Giebel betonte Mittelachse, das Erdgeschoss verputzt mit Nutung. Die mit Stuckdekoration und Gesimsen ausgestattete Tordurchfahrt führt zu dem dreigeschossigen Hintergebäude, das bereits 1883 durch den Baumeister Richard Hofmann für Schmidt errichtet wurde. Das Erdgeschoss des Hinterhauses wurde durch Schmidts Steinmetzbetrieb genutzt. LfD/1998 (vgl. Denkmaltopographie Stadt Leipzig) | 09295016 |
|                                         | Mietshaus in geschlossener Bebauung und Hinterhaus | Schenkendorfstraße 17 (Karte)                             | 1884 (Mietshaus)                                                                            | Vorderhaus mit Tordurchfahrt, historistische Putzfassade, baugeschichtlich von Bedeutung Denkmaltext Viergeschossiges, 1884 nach Plänen des Architekten Gustav Klarner für den Schlossermeister Ernst Pippig erbautes Mietshaus. Die Putzfassade mit Sandsteingesimsen und einfachen Stuckgliederungen, das Erdgeschoss ursprünglich genutet. Die rechte Giebelwand freistehend mit Putzmuster. Eingang und Hausflur seitlich links, der Hausflur mit Stuckdekorationen. In den Geschossen jeweils eine Wohnung. Der Hof mit dreigeschossigem Hintergebäude, das im Erdgeschoss Pippigs Schlosserwerkstatt enthielt, während in den Obergeschossen Wohnungen eingerichtet wurden. LfD/1998 (vgl. Denkmaltopographie Stadt Leipzig) | 09296694 |
|                                         | Mietshaus in geschlossener Bebauung | Schenkendorfstraße 18 (Karte)                             | 1884–1885 (Mietshaus)                                                                       | historistische Putzfassade, baugeschichtlich von Bedeutung Denkmaltext 1884–1885 nach Plänen des Architekten Heinrich Lindemann für den Kohlenhändler Wilhelm Glaubig errichtetes viergeschossiges Mietshaus. Die qualitätvolle Putzfassade mit architektonischen Gliederungen, zarten Stuckdekorationen, Mäander- und Zangenfriesen und schmalen Gurtgesimsen. Das oberste Geschoss mit rundbogigen Fenstern, dazwischen Pilaster und ornamentale Stuckfelder. Die Die ehemals in dichter Reihung das Hauptgesims tragenden Konsolen fehlen. Zu beiden Seiten werden die beiden äußeren Achsen durch übergreifende Giebel und pilasterförmige Zwischenpfen zusammengefasst. LfD/1998 (vgl. Denkmaltopographie Stadt Leipzig) | 09295027 |
|                                         | Mietshaus in geschlossener Bebauung | Schenkendorfstraße 19 (Karte)                             | 1879–1880 (Mietshaus)                                                                       | mit Tordurchfahrt, historistische Putzfassade, baugeschichtlich von Bedeutung Denkmaltext 1879–1880 nach Plänen des Architekten Heinrich Lindemann für den Kaufmann Joseph Haseneyer erbautes viergeschossiges Mietshaus. Putzfassade mit Stuckgliederungen, das Erdgeschoss mit Nutung. Zwei leicht vortretende Seitenrisalite werden durch Pilaster und übergreifende Segmentgiebel hervorgehoben, ebenso die Mittelachse, deren Fenster pilastergerahmt sind. Gleichzeitig entstand das viergeschossige Hinterwohngebäude. LfD/1998 (vgl. Denkmaltopographie Stadt Leipzig) | 09295035 |
|                                         | Mietshaus in ehemals geschlossener Bebauung | Schenkendorfstraße 20 (Karte)                             | um 1885 (Mietshaus)                                                                         | mit Hausdurchgang, feingliedrige historistische Putzfassade mit Stuckdekor, baugeschichtlich von Bedeutung | 09299267 |
|                                         | Mietshaus in geschlossener Bebauung und Hinterhaus | Schenkendorfstraße 21 (Karte)                             | 1880–1881 (Mietshaus)                                                                       | mit Tordurchfahrt, historistische Putzfassade, baugeschichtlich von Bedeutung Denkmaltext Nach Plänen des Architekten Georg Häckel 1880–1881 für den Tischlermeister Gottfried Lebrecht Wilhelm Deutschbein errichtetes viergeschossiges Mietshaus. Die guterhaltene, mit ihrem zarten Stuckdekor und der Horizontalgliederung durch Gurtgesimse und Fensterverdachungen vornehme Putzfassade mit bis in das zweite Obergeschoss durchgehender Nutung und einer Mittelbetonung durch zwei zusammengefasste Fensterachsen über der zentrierten, von einer Kartusche mit Rankenwerk und Frauenmaske bekrönten Tordurchfahrt. Als oberer Abschluss ein ausladendes, von kräftigen Konsolen getragenes Hauptgesims über einem Mäanderfries. Das gleichzeitige viergeschossige Hinterwohngebäude ursprünglich mit Werkstatt und Pferdestall im Erdgeschoss. LfD/1998 (vgl. Denkmaltopographie Stadt Leipzig) | 09295034 |
|                                         | Mietshaus in geschlossener Bebauung | Schenkendorfstraße 24 (Karte)                             | 1878–1879 (Mietshaus)                                                                       | mit Läden, Putzfassade, baugeschichtlich von Bedeutung Denkmaltext Zwei fünfgeschossige Mietshäuser, die 1878–1879 (Nummer 24) und 1880 (Nummer 26) nach Plänen des Maurermeisters Oscar Leithold für das Baugeschäft Leithold und Teichmann errichtet wurden. Nummer 24 in abgefaster Ecklage zur Karl-Liebknecht-Straße. Die in den oberen Geschossen veränderte Putzfassade ursprünglich gleich gestaltet wie die nur vierachsige Front von Nummer 26, das Erd- und Obergeschoss mit Putznutung, die Fenster des zweiten Obergeschosses vordem mit Dreiecksgiebeln, zwischen den Fenstern des obersten Geschosses befanden sich obersten Geschosses befanden sich ehemals Pilaster. Die Hausflure beider Häuser mit Stuckdecken, bei Nummer 24 auch mit Holzpaneelen. LfD/1998 (vgl. Denkmaltopographie Stadt Leipzig) | 09295028 |
|                                         | Mietshaus in geschlossener Bebauung | Schenkendorfstraße 26 (Karte)                             | 1880 (Mietshaus)                                                                            | historistische Putzfassade, baugeschichtlich von Bedeutung Denkmaltext s. Nummer 24 | 09295029 |
|                                         | Feuerwehrgebäude in geschlossener Bebauung | Schenkendorfstraße 28 (Karte)                             | 1888–1889 (Feuerwache)                                                                      | historistischer Klinkerbau mit vier rundbogigen Toröffnungen, Architekt: Stadtbaurat Hugo Licht, baugeschichtlich und ortsgeschichtlich von Bedeutung Denkmaltext III. Bezirksfeuerwache Süd, 1888–1889 nach Plänen von Stadtbaurat Hugo Licht. Der in die Gebäudeflucht der Schenkendorfstraße eingebundene viergeschossige Ziegelbau mit vier rundbogigen Einfahrten auf bossierten Pfeilern, darüber eine achtbogige Arkade. Zweites und drittes Obergeschoss bilden durch die Gliederung der Fenster mit Segmentbögen eine eigenständige Fassadenzone. Als einziges dekoratives Element zu beiden Seiten des obersten Geschosses eine kleine Vollsäule auf einer gemauerten Konsole, die einen Ziegelvorsprung mit Dreiecksgiebel trägt. Das Hauptgesims auf kleinen Konsolen. Im Erdgeschoss Durchfahrt, Geräteräume, Sanitätsstube und Schlosserei, das erste Obergeschoss mit den Bereitschaftsräumen, das zweite mit Schlafstuben und Küche, das dritte mit Bodenkammern, Waschküche und Trockenboden. LfD/1998 (vgl. Denkmaltopographie Stadt Leipzig) | 09295030 |
| Weitere Bilder                          | Ehemaliges Umspannwerk mit Akkumulatorenhaus und rückseitig angebautem Maschinenhaus (Nr. 30, heute Bürogebäude und Kindergarten) sowie ehemaliges Verwaltungsgebäude (Nr. 32, heute Wohnhaus), Hofpflasterung und Toranlage | Schenkendorfstraße 30; 32 (Karte)                         | 1909–1910 (Umspannwerk), Erweiterung 1937 (Umspannwerk)                                     | Maschinen- und Akkumulatorenhaus als Klinkerbau mit Eisenbetonkonstruktion, Verwaltungsgebäude als einfach gegliederter Putzbau, baugeschichtlich, technikgeschichtlich und ortsgeschichtlich von Bedeutung | 09295031 |
|                                         | Bibliotheksbau in halboffener Bebauung mit seitlicher Pforte | Schenkendorfstraße 34 (Karte)                             | 1904–1905, bezeichnet 1905 (Bibliothek)                                                     | Putzfassade, rückseitiger Treppenturm, im Reformstil der Zeit um 1910, Architekten: Weidenbach & Tschammer, nach Kriegsbeschädigung in der Gestaltung reduziert, baugeschichtlich und ortsgeschichtlich von Bedeutung Denkmaltext Comenius-Bücherei, 1904–1905 nach Plänen des Architekturbüros Weidenbach und Tschammer für die durch den Leipziger Lehrerverein ins Leben gerufene Comenius-Stiftung errichtet. Putzbau mit bossiertem Sockel, dessen Funktionen an der fünfgeschossigen Fassade ablesbar sind. Das den Lesesaal und das Katalogzimmer enthaltende Erdgeschoss mit drei großen rundbogigen Fenstern, die sehr niedrigen vertikal gegliederten Obergeschosse mit enger Fensterstellung, hier befinden sich die Büchermagazine. Seitlich links der Eingang in einem eingeschossigen Vorbau mit Außentreppe. Während des Zweiten Weltkrieges bei einem Luftangriff am 4. Dezember 1943 ausgebrannt, erfolgte ein vereinfachender Wiederaufbau unter Weglassung des ursprünglich vorhandenen Mansarddaches in den Jahren 1949–1951. Die 1871 von Leipziger Lehrern gegründete Bibliothek fand zunächst in einem Schulschrank Platz und wurde ab 1884 im Vereinshaus der Leipziger Lehrerschaft (heute Ernst-Schneller-Straße 4) aufgestellt. Das ständige Anwachsen ihrer Bestände erforderte schließlich den 1904 in Angriff genommenen Neubau. Im Jahr 1929 320.000 Bände umfassend, stellt sie heute eine der führenden Bibliotheken mit Altbeständen an wissenschaftlich-pädagogischer Literatur dar. LfD/1998 (vgl. Denkmaltopographie Stadt Leipzig) | 09295033 |
|                                         | Mietshaus in geschlossener Bebauung und Hinterhaus | Schenkendorfstraße 43 (Karte)                             | 1889 (Mietshaus)                                                                            | Vorderhaus mit Tordurchfahrt, historistische Putzfassade mit opulentem Stuckdekor, baugeschichtlich von Bedeutung Denkmaltext Stattliches fünfgeschossiges Mietshaus, 1889 nach Plänen des Architekten Albin Conrad für den Schlossermeister Johann Salomo Straube errichtet. Putzfassade mit leicht vortretendem rechten Seitenrisalit, der das korbbogige Portal mit Löwenkopfkartusche und Rahmung durch Putzquader enthält. Der rückliegende Fassadenteil mit reichhaltigem Stuckdekor, Frauen- und Stiermasken an den Fensterverdachungen des ersten und zweiten Obergeschosses, als Ranken- und Mäanderfriese gestaltete Gurtgesimse sowie durch Pilaster, übergreifendes Gebälk und Giebel zusammengefasste Mittelachsen. Das Erd- und das erste Obergeschoss ursprünglich mit Putznutung. Im Hof das gleichzeitig errichtete viergeschossige Hinterwohngebäude mit Werkstatt im Erdgeschoss. LfD/1998 (vgl. Denkmaltopographie Stadt Leipzig) | 09295036 |
|                                         | Mietshaus in geschlossener Bebauung | Schenkendorfstraße 47 (Karte)                             | um 1900 (Mietshaus)                                                                         | historistische Klinker-Putz-Fassade mit Gliederungselementen aus Sandstein, Neorenaissancegiebel, baugeschichtlich von Bedeutung Denkmaltext Um 1900 errichtetes viergeschossiges Mietshaus mit verputztem und mit einer Nutung versehenem Erdgeschoss sowie klinkerverkleideten Obergeschossen mit Stuckgliederungen. Über dem ausladenden, von vier Konsolen mit Frauenmasken getragenen Hauptgesims ein massiv mit rundbogigen Fenstern ausgeführtes Dachgeschoss und zwei hochaufragende seitliche Neorenaissancegiebel. Der Hausflur mit Paneelen und Stuckdecke. LfD/1998 (vgl. Denkmaltopographie Stadt Leipzig) | 09295037 |
|                                         | Mietshaus in geschlossener Bebauung | Schenkendorfstraße 49 (Karte)                             | bezeichnet 1900 (Mietshaus)                                                                 | mit Hausdurchgang, historisierende Klinker-Putz-Fassade, baugeschichtlich von Bedeutung Denkmaltext Breitgelagertes viergeschossiges Doppelmietshaus, in den Giebeln bezeichnet 1900. Die Klinkerfassade durch kantig abgesetzte und die Fensterachsen paarweise zusammenfassende Putzflächen untergliedert, wobei die Gruppierung in der Haushälfte Nummer 95a durch die Einfügung einer zusätzlichen Fensterachse in eine einfache Reihung abgeändert wird. Über den Fensterpaaren eine dekorative Gestaltung mit Stuckarbeiten in Form von Sonnen, Frauen- und Löwenmasken. Das verhältnismäßig hohe Souterrain mit auch die Erdgeschossfenster umgreifender Quaderwerkverputzung. Beidseitig über den äußeren Fensterpaaren geschwungene Giebel, zwischen denen das Hauptgesims eingespannt ist. LfD/1998 (vgl. Denkmaltopographie Stadt Leipzig) | 09295038 |
|                                         | Mietshaus in geschlossener Bebauung | Schenkendorfstraße 51 (Karte)                             | vor 1897 (Mietshaus)                                                                        | Vorderhaus mit Tordurchfahrt, historistische Putzfassade, baugeschichtlich von Bedeutung Denkmaltext Stattliches, vor 1897 für den Fuhrwerkbesitzer Karl Ködtel errichtetes fünfgeschossiges Mietshaus, möglicherweise nach Plänen des Architekten E. August Stehmann. Die Putzfassade mit kräftiger Nutung des Erdgeschosses, einer feineren Nutung der Obergeschosse und davon abgesetzt zwei in den Obergeschossen leicht vortretenden Kompartimenten mit glatter Verputzung, Dreiecks- und Rundgiebeln und Stuckdekor. Durch die in das Erdgeschoss eingeschnittene Durchfahrt wird das Treppenhaus wie auch der Hof erschlossen, wo die ehemaligen Remisen von Ködtels Fuhrgeschäft erhalten geblieben sind. LfD/1998 (vgl. Denkmaltopographie Stadt Leipzig) | 09295039 |
|                                         | Mietshaus in geschlossener Bebauung | Schenkendorfstraße 53 (Karte)                             | bezeichnet 1898 (Mietshaus)                                                                 | historistische Putzfassade, baugeschichtlich von Bedeutung Denkmaltext Im Anschluss an Nummer 51 nach Plänen des Architekten E. August Stehmann 1898 für den Fuhrweksbesitzer Karl Ködtel errichtetes viergeschossiges Mietshaus. Die Putzfassade mit Fensterverdachungen und Gesimsen. Die Mittelachse und beidseitig die zwei äußeren Achsen werden durch Giebel und Stuckdekor hervorgehoben sowie durch ein reich mit Löwenmasken, Kämpfern, Gesimsen und einem Rundgiebel gestaltetes mittig angebrachtes Portal. In ihrer allzu symmetrischen Anlage und der einfachen Reihung der Fensterachsen erweist sich die Fassadengestaltung als sehr konventionell. Der Hausflur enthält Holzpaneele und eine Stuckdecke. 1931 erfolgte die Anbringung von rückseitigen Küchenbalkonen. LfD/1998 (vgl. Denkmaltopographie Stadt Leipzig) | 09295040 |
|                                         | Doppelmietshaus (Lößniger Straße 20 und Schenkendorfstraße 55) in geschlossener Bebauung | Schenkendorfstraße 55 (Karte)                             | 1898–1899 (Doppelmietshaus)                                                                 | ehemals mit Läden, historistische Putzfassade, baugeschichtlich von Bedeutung Denkmaltext Breitgelagertes, insgesamt 25 Achsen umfassendes viergeschossiges Doppelmietshaus in Ecklage mit zweifacher Abfasung und Fronten zur Schenkendorfstraße, zu dem sich zu einem kleinen Platz ausweitenden Kreuzungsbereich und zur Lößniger Straße, das 1898–1899 nach Plänen Rudolf Pahns für den Kaufmann Wilhelm Pahn entstand. Die Putzfassade mit Gesimsen und ornamentalen Fensterumrahmungen, während die leicht vorstehenden Seiten- und Eckrisalite besitzen gerade Fensterverdachungen und ädikulaartige Fensterumrahmungen besitzen und durch Dachhäuser akzentuiert werden. Das Erdgeschoss mit Putznutung. An beiden Straßenfronten ein jeweils zwei Wohnungen pro Geschoss erschließender Eingang. 1910 lebte in Nummer 55 der Kunstmaler Sigismund Felix Lehmann, dessen Atelier sich im Dachgeschoss der Haushälfte Lößniger Straße 20 befand (s. a.: Lößniger Straße 20). LfD/1998 (vgl. Denkmaltopographie Stadt Leipzig) | 09295041 |
|                                         | Mietshaus (Nr. 56) in geschlossener Bebauung, zwei Nebengebäude (Nr. 56a) im Hof und Kanaldeckel | Schenkendorfstraße 56; 56a (Karte)                        | 1899–1900 (Mietshaus), 1922 (Nebengebäude)                                                  | historisierende Putzfassade, Erker und Balkons, Kontor- und Stallgebäude als linkes Nebengebäude im Hof, ehemals Lager- und Trockenräume im rechten Nebengebäude, Achteck-Kanalabdeckung im Hof hinter der Durchfahrt, baugeschichtlich von Bedeutung Denkmaltext Wohnhaus: Viergeschossiges, 1899–1900 nach Plänen des Architekten Alphons Berger für das Baugeschäft Ohme & Bechert errichtetes Mietshaus. Die sorgfältig mit Sandsteinsockel und -gliederungen gearbeitete Putzfassade im Stil der deutschen Frührenaissance, insbesondere die Fensterformen und -gewände sowie die durchbrochenen Brüstungsfelder des Mittelerkers und der anstoßenden rundbogigen Loggia. Als Fassadenbekrönung ein Dachtürmchen mit geschwungener schiefergedeckter Haube. Die seitliche Tordurchfahrt mit einer Leuchte in Form einer Straßenlaterne. Durch die Loggia ist das zweite Obergeschoss als das vornehmste ausgewiesen, es enthält wie auch das erste eine herrschaftliche Wohnung. Die beiden anderen Geschosse hingegen mit jeweils zwei Wohnungen. Ebenfalls von 1899–1900 das zweigeschossige, als Kontor- und Stallgebäude für das Baugeschäft Ohme und Bechert errichtete und 1907 sowie 1912 erweiterte linke Seitengebäude. Das rechte Seitengebäude entstand 1922 als Niederlage und Trockenraum für die Rauchwarenfärberei Hermann. Zu dem Firmengelände von Ohme und Bechert gehörte auch das rückwärtig angrenzende Grundstück Arndtstraße 63 LfD/1998 (vgl. Denkmaltopographie Stadt Leipzig) | 09295048 |
|                                         | Mietshaus in geschlossener Bebauung, Werkstattgebäude mit angebautem Kesselhaus im Hof und Hinterhaus | Schenkendorfstraße 58 (Karte)                             | 1899–1900 (Mietshaus), 1899, Feilenhauerei (Werkstatt), 1899–1900, Schleiferei (Hinterhaus) | Vorderhaus mit Tordurchfahrt, historistische Klinkerfassade, baugeschichtlich von Bedeutung Denkmaltext Nach Plänen des Architekten E. August Stehmann 1899–1900 für den Feilenhauermeister Emil Fiedler errichtetes viergeschossiges Mietshaus. Klinkerbau mit Stuckgliederungen, das Erdgeschoss mit bossenartiger horizontaler Putzstreifung. Die erhaltene Hofbebauung ebenfalls von 1899–1900. Als Hintergebäude Fiedlers ehemalige Dampfschleiferei und Feilenfabrik mit rückwärtigem Kesselhaus und Werkstattanbau, das eineinhalbgeschossige linke Seitengebäude ursprünglich mit Waschküche und Niederlage. LfD/1998 (vgl. Denkmaltopographie Stadt Leipzig) | 09295047 |
|                                         | Mietshaus in geschlossener Bebauung | Schenkendorfstraße 59 (Karte)                             | 1889–1890 (Mietshaus)                                                                       | Eckbetonung durch Dreiecksgiebel, historistische Putz-Klinker-Fassade, baugeschichtlich von Bedeutung Denkmaltext 1889–1890 zusammen mit dem Nachbarhaus Lößniger Straße 13 nach Plänen des Maurermeisters Daniel Gottlob Vogel für den Inhaber einer Maßstabfabrik Paul Otto errichtetes fünfgeschossiges Eckgebäude mit Abfasung. Erdgeschoss und erstes Obergeschoss mit Putznutung. Die oberen Geschosse in den mittleren Achsen beider Straßenfronten klinkerverkleidet, an den seitlichen Kompartimenten und den Eckachsen hingegen verputzt mit Stuckgliederungen. Unter den beiden Wohnungen pro Geschoss befindet sich eine größere mit Salon. LfD/1998 (vgl. Denkmaltopographie Stadt Leipzig) | 09295043 |
|                                         | Mietshaus in geschlossener Bebauung | Schenkendorfstraße 60 (Karte)                             | 1900 (Mietshaus)                                                                            | mit Tordurchfahrt, repräsentative historistische Putzfassade, baugeschichtlich von Bedeutung Denkmaltext 1900 nach Plänen des Architekten Albin Conrad für den Kohlenhändler Wilhelm Glaubig entstandenes viergeschossiges Mietshaus. Putzfassade mit bis in das zweite Obergeschoss reichender Nutung, der Eingang zentriert in der Erdgeschosszone. Die beiden mittleren Geschosse sind durch Gesimse zu einer Zone zusammengefasst mit einem Wechsel von Giebeln und Schlusssteinen über den Fenstern. Das oberste Geschoss mit Stuckdekor zwischen den Fensterachsen. Der Hausflur enthält die originale Ausstattung mit Ornamentfliesen, Holzpaneelen, Stuckmedaillons und Stuckdecke. LfD/1998 (vgl. Denkmaltopographie Stadt Leipzig) | 09295046 |
|                                         | Mietshaus in halboffener Bebauung | Schenkendorfstraße 61 (Karte)                             | 1890–1891, bezeichnet 1890 (Mietshaus)                                                      | mit seitlichem Veranden-Anbau, historistische Klinkerfassade mit Putzgliederung, 1909–1911 Wohnort des Schriftstellers Hans Fallada (richtiger Name: Rudolf Ditzen, 1893–1947), baugeschichtlich und personengeschichtlich von Bedeutung Denkmaltext Viergeschossiges, dennoch die Traufhöhe des fünfgeschossigen Nachbarhauses Nummer 59 erreichendes Mietshaus, das 1890–1891 wie dieses nach Plänen des Maurermeisters Daniel Gottlob Vogel für den Inhaber einer Maßstabfabrik Paul Otto errichtet wurde. Klinkerbau mit leicht vorstehendem zweiachsigem Mittelrisalit, Stuckgliederungen, einem verputzten und mit einer Nutung versehenem Erdgeschoss sowie einem Souterrain mit Kunststeinverkleidung. Bis zur Teilung 1932 enthielt das Haus eine sich über Erd- und erstes Obergeschoss erstreckende herrschaftliche Wohnung mit Salon, Herren-, Damen-, Kinder-, und Fremdenzimmern. In ihr lebte 1909–1910 als Jugendlicher der spätere Schriftsteller Rudolf Ditzen (Hans Fallada). Die oberen Geschosse mit jeweils einer ebenfalls herrschaftlichen Wohnung. LfD/1998 (vgl. Denkmaltopographie Stadt Leipzig) | 09295044 |
|                                         | Mietshaus in geschlossener Bebauung | Schenkendorfstraße 62 (Karte)                             | 1900–1901, bezeichnet 1900 (Mietshaus)                                                      | Eckbetonung durch geschwungenen Giebel, historistische Klinkerfassade, baugeschichtlich von Bedeutung Denkmaltext In den Jahren 1900–1901 nach Plänen des Architekten Ernst Riedel für Wilhelm Flügel und Oswald Fellendorf errichtetes viergeschossiges Mietshaus in Ecklage zur Lößniger Straße. Klinkerbau mit breitgelagerten Fronten zu beiden Straßen, zwei leicht vorstehenden Seitenrisaliten und Gliederungen, das Erdgeschoss verputzt mit Nutung. Als Abschluss der abgefasten Ecke ein Dachaufbau mit geschwungenem Giebel. Der Hausflur mit Ornamentfliesen, Holzpaneelen und Stuckdecke. Die Geschosse enthalten jeweils drei Wohnungen, die bereits zur Fertigstellung Bäder besaßen. LfD/1998 (vgl. Denkmaltopographie Stadt Leipzig) | 09295045 |
|                                         | Doppelmietshaus in geschlossener Bebauung | Schlegelstraße 3; 5 (Karte)                               | 1911 (Doppelmietshaus)                                                                      | Putzfassade mit hohem Natursteinsockel, Erker und Balkons, Reformstil-Architektur, baugeschichtlich von Bedeutung Denkmaltext und 7/9: Die geschlossene Reihe aus 2 Doppelhäusern, die den unteren Teil der Straße einnimmt, wurde 1910 bis 1911 durch Theodor Pabst und Oskar Runkehl errichtet, wobei der Architekt Runkehl die Planung, der Baumeister Pabst die Bauleitung und Ausführung übernahm. Die dreigeschossige Häuserreihe in der relativ engen Straße ist durch Gruppierung in Fassadenbildung und Dachlandschaft lebendig gestaltet: Je zwei polygonale Erker neben der Eingangsachse sind durch konvexe Balkongitter verbunden, im Dach setzen unterschiedlich hohe Aufbauten: Schleppgaupen, Giebel (zum Teil zerstört) und ein leicht aus der Mitte gerückter niedriger Turm die Akzente. Die ursprüngliche Fassadengliederung ist nur noch in Nummer 5 erhalten: über kräftigem Kalksteinsockel und spundiertem Erdgeschoss sind die Obergeschosse durch flache Lisenen und Putzspiegel zurückhaltend geschmückt. Nummer 7/9 besaß eine etwas variierte Fassadengestaltung, ebenso wie die erhaltene Ausstattung der Flure und Treppenhäuser mit Kacheln und flachen Stuckdekorationen leicht voneinander abweicht. Jeder Hausteil enthält zwei mittelgroße Wohnungen, die Bäder sind im 7 m breiten und 2 m tiefen hinteren Treppenhausvorsprung angeordnet. die Akzente. Nummer 3 bis zum Turm über dem Erker in Nummer5 Schleppgaupen LfD/1998 (vgl. Denkmaltopographie Stadt Leipzig) | 09295073 |
|                                         | Doppelmietshaus in halboffener Bebauung | Schlegelstraße 7; 9 (Karte)                               | 1911 (Doppelmietshaus)                                                                      | Putzfassade, Erker und Balkons, Reformstil-Architektur, baugeschichtlich von Bedeutung Denkmaltext s. Nummer 3/5 | 09295074 |
|                                         | Doppelmietshaus in offener Bebauung mit seitlicher Einfriedung | Schlegelstraße 8; 10 (Karte)                              | 1909–1910 (Nummer 10), 1910–1911 (Nummer 8)                                                 | Putzfassade, Reformstil-Architektur, baugeschichtlich von Bedeutung Denkmaltext Als Doppelhaus nacheinander 1910 (Nummer 10) und 1911 (Nummer 8) nach Plänen von Bauinspektor Lubowski für den Straßenmeister Daniel Paul Vogel und Tochter Johanna erbaut. Die Straßenfront flach, mit Putzfugung bis zur halben Fensterhöhe, steil übergiebelten Eingangsrisaliten mit strengen Portalen in Ädikula-Rahmung, vertikal zusammengefassten Fensterachsen mit Putzrhomben und -medaillons. Die südliche Giebelseite, deren schöne Vorgarten-Einfriedung erhalten ist, vermittelt mit gestuftem Fassadenprofil zur flusszugewandten Westseite. Diese ist mit tiefem Risalit, Halbrund-Erkern, Loggien und Freitreppe nach dem Garten zu geöffnet und als Schaufront gestaltet. Auch hier gab es vor der Teilung 1950 nur eine große Etagenwohnung. geöffnet. LfD/1998 (vgl. Denkmaltopographie Stadt Leipzig) | 09295071 |
|                                         | Mietshaus in halboffener Bebauung | Schlegelstraße 11 (Karte)                                 | 1913 (Mietshaus)                                                                            | Putzfassade, Sockel aus Rochlitzer Porphyrtuff, Erker und Loggien, Reformstil-Architektur, baugeschichtlich von Bedeutung Denkmaltext Einzig erhaltenes von einer aus dem Doppelhaus Nummer 11/13 und der Nummer 15 im westlichen Straßenknick bestehenden Häusergruppe, welche 1913 die Bebauung dieser Straßenseite abschloss. Die drei Häuser gehörten dem Architekten Otto Juhrich (Nummer 11), der die Pläne schuf und dem Bauunternehmer Otto Voigt, der die Bauleitung übernahm. Auch ihre Gestaltung war aufeinander abgestimmt. So fand der rechte, viergeschossige Bauteil von Nummer 11 seine Entsprechung im gleichhohen Teil der (kriegszerstörten) Nummer 13, die Überhöhung markierte den Straßenknick. Wie bei den Häusern 3 bis 7 ist auch hier die Fassade durch Vor- und Rücksprünge gegliedert und das Dach stark ausgebaut. Auch hier sind über hohem spundierten Sockel die Obergeschosse durch flache Lisenen zusammengefasst und die Erker mit Putzspiegeln hervorgehoben. Das Haus enthält zwei Wohnungen/Etagen mit individuellen Grundrissen. Die Wirtschaftsräume sind auch hier im breiten hinteren Treppenhausvorsprung angebracht. Um die vorderen Räume zu vergrößern, ist der Korridor weit nach hinten gelegt. Zu den Bewohnern zählten, außer dem Architekten Juhrich, auch der Kaufmann Blüthner (Blüthner-Flügel). LfD/1998 (vgl. Denkmaltopographie Stadt Leipzig) | 09295075 |
| Direkt Bild zu diesem Denkmal hochladen | Kleingartenanlage und Denkmal für Ernst Hauschild und Moritz Schreber in der Kleingartensparte | Schleußiger Weg 2 (Karte)                                 | 1899 (Gedenkstein), 1874 (Kleingartenanlage), 1929 (Vereinshaus)                            | Gedenkstein am westlichen Rand des zentralen Platzes der Anlage, zweitälteste Schrebergartenanlage Leipzigs mit Kinderspielplatz und Vereinshaus (dieses verändert), Kleingärten noch in der ursprünglichen Parzellierung in 195 Parzellen, ortsgeschichtlich von Bedeutung Denkmaltext Zweitälteste Leipziger Schrebergartenanlage, gegründet 1874 vom Bürgerverein Südvorstadt auf dem Areal der ehemaligen Petersviehweide südlich der 1867 angelegten Rennbahn. Im Zentrum der Anlage nach dem Vorbild des ersten Schrebervereins der Kinderspielplatz, 1880 hier Bau einer Kinderspielhalle. 1887 Abtrennung eines westlichen Teilstücks durch die Regulierung der Pleiße in Vorbereitung des Baus der Connewitz-Plagwitzer Verbindungsbahn. Durch neu angelegte Ersatzgärten im Zentrum Verkleinerung des Spielplatzes. 1899 Aufstellung des Schreber-Hauschild -Denkmals, umfriedeter Findling und Bronzeplatte mit den Porträts der Begründer der Schrebergartenbewegung von Adolf Lehnert. 1929 Bau des Vereinshauses nach Plänen der Architekten William Zweck und Hans Voigt (verändert). Die sehr kleinen Parzellen (etwa 50 m²) und engen Wege weisen noch heute auf das Alter der Anlage hin. Einige ältere Holzlauben, wohl aus den dreißiger Jahren, sind erhalten. LfD/1998 (vgl. Denkmaltopographie Stadt Leipzig), 2013 | 09295697 |
| Weitere Bilder                          | Platzanlage | Steinplatz (Karte)                                        | 1913–1914 (Schmuckplatz)                                                                    | gestaltete Platzanlage mit Wegesystem, altem Gehölzbestand und Aufschüttungen, zwischen Bernhard-Göring-Straße und Arthur-Hoffmann-Straße sowie Fichtestraße und Steinstraße, ortsgeschichtlich und gartengeschichtlich von Bedeutung | 09299190 |
|                                         | Doppelmietshaus in offener Bebauung | Steinstraße 3; 5 (Karte)                                  | 1913 (Doppelmietshaus)                                                                      | Doppelmietshaus in offener Bebauung; Putzfassade, vier Erker, Reformstil-Architektur, baugeschichtlich von Bedeutung; 1913 von Baumeister Max Pollzien für den Kaufmann Heinrich Pollzien entworfen. Das 18-achsige Doppelhaus nach dem bekannten Schema durch 4 Erker gegliedert, von denen die mittleren von einem zurückgesetzten Dachaufbau überfangen werden. Markantester Schmuck sind die Portale mit hohem plastisch-figürlich umrahmten Oberlichtern. Ein umlaufendes Gurtgesims und Putzspiegel über dem 2. Geschoss betonen die Gelagertheit des Hauses. Der Flur mit Tonnengewölbe, Kacheln und Buntglasfenstern. LfD/1998 (vgl. Denkmaltopographie Stadt Leipzig) | 09295385 |
|                                         | Mietshaus (Brandvorwerkstraße 68) und Doppelmietshaus (Brandvorwerkstraße 66 und Steinstraße 6) einer Wohnanlage, sowie Vorgarten und Einfriedung mit Pforte | Steinstraße 6 (Karte)                                     | 1930–1931 (Mietshaus)                                                                       | Putzfassade durch farbige Bänderung in rot und grau gegliedert, Sockel mit Werksteinverkleidung, Ziegelband als Traufgesims, hofseitiger Eingang betont, im Stil der Moderne, Architekt: Friedrich Lutz, künstlerisch und baugeschichtlich von Bedeutung Denkmaltext Die dritte der von Friedrich Lutz entworfenen Wohnanlagen in der Brandvorwerkstraße wurde 1930–1931 von der Freien Wohnungsbau-Aktiengesellschaft aufgeführt. Sie besteht aus zwei einander zugewandten Zweiflügelbauten, von denen das rechte (Nummer66) ein Eckbau mit zweitem Eingang zur Steinstraße ist. Wieder bilden beide Bauten einen Hof zur Straße hin und sind durch helle Putzstreifen vor rötlichem Hintergrund horizontal und vertikal gegliedert. Vor allem die Steinstraßen-Ansicht des Eckbaus erscheint massig und kubisch, was durch einen fensterlosen Vorsprung über der „verbrochenen Ecke“ noch betont wird. Über dem abschließenden breiten Ziegelband enthielt das zurückgesetzte Dachgeschoss neben zwei Wohnungen die Bäder für das Personal. Die Hofseite ist mit Balkons (zum Teil entstellend verglast) stärker geöffnet. Bei dem kleineren Haus Nummer 68, ebenfalls auf hakenförmigem Grundriss, sind die Gebäudeecken durch tiefe Loggien aufgebrochen, auch hier tragen vertikale und horizontale Putzstreifen und das durchgehend verglaste Treppenhaus zu einer lebhaften Gliederung des Baukörpers bei. LfD/1998 (vgl. Denkmaltopographie Stadt Leipzig) | 09295269 |
|                                         | Mietshaus in offener Bebauung | Steinstraße 7 (Karte)                                     | 1913 (Mietshaus)                                                                            | Eckbetonung durch Eckerker und Ecktürmchen, Putzfassade, Erker und Balkons,Reformstil-Architektur, baugeschichtlich von Bedeutung Denkmaltext Planung und Ausführung 1912–1913 vom Bauherren, dem Baumeister Richard Heyde. Der zeitgemäß schwer und kubisch wirkende Eckbau wird durch die bewegten Dachaufbauten sowie durch Nutung und flache Putzspiegel an den Erkern gegliedert. Der Seiteneingang ermöglicht individuelle Grundrissaufteilung der zwei Wohnungen pro Etage. LfD/1998 (vgl. Denkmaltopographie Stadt Leipzig) | 09295384 |
|                                         | Mietshaus in offener Bebauung | Steinstraße 8 (Karte)                                     | 1905 (Mietshaus)                                                                            | historistische Klinkerfassade, Balkons, baugeschichtlich von Bedeutung Denkmaltext Das freistehende Mietshaus gehört zu den von Otto Röllig erworbenen Parzellen an der Brandvorwerkstraße, für die er auch die Pläne entwarf. Der Ziegelbau (über ursprünglich genutetem Erdgeschoss) entspricht in seiner konventionellen Grundhaltung (Horizontalbetonung, zusammenfassende Fensterbedachung in den Außenachsen) dem Schema der meisten Röllig-Bauten. LfD/1998 (vgl. Denkmaltopographie Stadt Leipzig) | 09295382 |
|                                         | Mietshaus in offener Bebauung | Steinstraße 11 (Karte)                                    | 1903–1904 (Mietshaus)                                                                       | Eckbetonung durch Abschrägung und erhöhten Eckbau, historisierende Klinker-Putz-Fassade, Balkons, baugeschichtlich von Bedeutung Denkmaltext Das Haus an der Nordecke der Brandvorwerkstraße gehörte zum Baublock, den der Architekt Otto Röllig 1903 parzelliert und für den er in den meisten Fällen die Baupläne entworfen hatte.·Der Maurerpolier Gotthold Jentzsch kaufte 1903 den Bauplatz mitsamt den Plänen und führte selbst das 17-achsige Eckhaus auf, das sich in seiner konventionellen Fassadengestaltung mit den geschwungenen Fensterbedachungen an die anstoßenden Häuser in der Brandvorwerkstraße anschließt. Der Abriss der schmiedeeisernen Balkons an der Ecke (ursprünglich mit Turmaufsatz) und in der 3. Achse der Steinstraßenfront beschädigen, ebenso wie die fast obligatorische Glättung des Erdgeschosses, den Gesamteindruck. LfD/1998 (vgl. Denkmaltopographie Stadt Leipzig) | 09295383 |
|                                         | Mietshaus in offener Bebauung | Steinstraße 13 (Karte)                                    | im Kern 1903 (Mietshaus), 1912 Fassade (Mietshaus)                                          | Putzfassade, zwei Erker und Balkons, Reformstil-Architektur, baugeschichtlich von Bedeutung Denkmaltext Der Bauunternehmer Wilhelm Weber kaufte 1903 die Bauparzelle von Otto Röllig und ließ nach dessen Plänen das Mietshaus errichten. 1912 gab der neue Besitzer eine „Modernisierung“ der Fassade in Auftrag, ausgeführt vom Baumeister R. Schleicher. Das neue System, entspricht dem üblichen Schema der Zeit, die Erker allerdings brachten auch erheblichen Raumgewinn und der vierachsige Giebel bot Platz für eine zusätzliche Wohnung. Die kubische Wucht der Erker wird durch die feine Rankendekoration an den Ecken zurückgenommen, Lisenen, Putzspiegel und Stuckmedaillons lockern die Fassadenstruktur auf. LfD/1998 (vgl. Denkmaltopographie Stadt Leipzig) | 09295381 |
|                                         | Doppelmietshaus in offener Bebauung und Hinterhaus der Nr. 17 | Steinstraße 15; 17 (Karte)                                | 1905 (Doppelmietshaus)                                                                      | Putzfassade, vier Erker, Reformstil-Architektur, baugeschichtlich von Bedeutung Denkmaltext Nach Plänen von Ernst Riedel 1905 für den Architekten Robert Pätz erbaut. Die Fassade des breit gelagerten Doppelhauses erscheint durch den relativ gleichmäßig verteilten geometrischen Baudekor vor der Folie einer durchgehend mit flacher Nutung versehenen Putzoberfläche· eher malerisch. Das unregelmäßig mit Bossen gestaltete Erdgeschoss, der Fachwerk-Giebel und die hölzernen Balkonbrüstungen auf den flachen polygonalen Erkern unterstreichen diesen Eindruck. Zu Nummer 17 gehört ein zweigeschossiges Gartenhaus mit Wohnungen. | 09295380 |
|                                         | Mietshaus in offener Bebauung | Steinstraße 16 (Karte)                                    | 1909–1910 (Mietshaus)                                                                       | Putzfassade, zwei Erker, Reformstil-Architektur, baugeschichtlich von Bedeutung Denkmaltext Nach Plänen des Architekten Paul Klotzsch 1910 für den Buchbinder Hugo Ochmann vollendet. In der Vielfalt der Oberflächenstrukturen zeigt die Fassade noch Einflüsse einer nachlebenden, geradlinigen Jugendstilvariante. Über dem Natursteinsockel wechseln Rieselputz, Spundierungen und Glattputz mit aufgelegten geometrischen und floralen Dekorationen. Ein gurtartig um den Bau geführtes Band mit horizontaler Putzfugung trennt den schwereren Gebäudeunterteil von den leichter und heller gestalteten Obergeschossen. Die Verbindung zwischen beiden schaffen die Erker. Auch der Hausflur weist eine geometrisierende Stuckdekoration auf. LfD/1998 (vgl. Denkmaltopographie Stadt Leipzig) | 09295378 |
|                                         | Vereinshaus | Steinstraße 18 (Karte)                                    | 1905 (Vereinshaus)                                                                          | erbaut als Vereinshaus der Landsmannschaft Afrania, villenartiges Gebäude mit Fachwerk im Obergeschoss, Putzfassade, Anklängen an Landhausstil (Fachwerk-Obergeschoss) und Jugendstil, ortsgeschichtlich und baugeschichtlich von Bedeutung Denkmaltext Ehemaliges Vereinshaus der Landsmannschaft „Afrania“, 1905 von Paul Klotzsch erbaut. Villenartiger Bau mit Anklängen an Landhausstil (Fachwerk-Obergeschoss) und Jugendstil. Letzteres vor allem im asymmetrisch angelegten straßenseitigen Risalit mit dem Wappen der Afranier im steilen Volutengiebel. Dieser Risalit, im unteren Teil leicht geböscht, mit Putzfugung in Werksteinimitation und verschiedenen Fensterformen dominierender Teil der Straßenfront. Der Eingang an der Seite, rückwärtig ursprünglich Terrasse, an Westseite hölzerner Erker. 1943 Umwandlung des Altherren-Verbandes der Afrania in NS Altherrenschaft „Albrechtsburg e. V.“, 1949 Übergabe des Hauses an Kulturbund der DDR und Funktion als Jugendklubhaus. Innere Veränderungen, Diele und Treppenanlage erhalten. | 09295377 |
|                                         | Doppelmietshaus (Nr. 19/21) in offener Bebauung, mit Doppel-Hinterhaus (Nr. 19a/21a) | Steinstraße 19; 19a; 21; 21a (Karte)                      | 1909 (Doppelmietshaus), 1909 (Hinterhaus)                                                   | Putzfassade, drei Erker, Reformstil-Architektur, baugeschichtlich von Bedeutung Denkmaltext Das Doppelhaus zusammen mit einem 2-geschossigen Zwillings-Gartenhaus 1909 nach eigenen Plänen von Baumeister Hermann Jäger jun. erbaut. Ursprünglich mit hohem Walmdach, Giebel und Balkons über 2 Erkern. Die Fassade in eleganter, geradliniger Gestaltung mit flachen schildartigen Feldern in Rieselputz vor glatter Fläche. Über dem durch Spundierung als gelagerter Sockel gekennzeichneten Erdgeschoss betonte Vertikalgliederung durch drei Erker mit gequaderten Ecklisenen. Der Höhendrang der Erker unterbrochen über dem 3. Geschoss. Flurausstattung mit Tonnengewölbe, flachen Stuckbändern und farbigen Ornamentkacheln. LfD/1998 (vgl. Denkmaltopographie Stadt Leipzig) | 09295379 |
|                                         | Mietshaus in geschlossener Bebauung | Steinstraße 20 (Karte)                                    | 1903 (Mietshaus)                                                                            | mit Laden, historistische Klinkerfassade, Balkon, baugeschichtlich von Bedeutung Denkmaltext Nummer 20, 22, 24 und 26: Die geschlossene Reihe von viergeschossigen Mietshäusern zwischen Koch- und Karl-Liebknecht-Straße zwischen 1902 und 1903 nom Bauunternehmer Wilhelm Kother nach Plänen des Architekten Robert Kretzschmar gebaut. Übereinstimmende Fassadengestaltung mit Ziegelfassade über breit gefugtem Erdgeschoss, zum Teil mit Läden. Obgleich die Einzelformen wie der florale Stuck in den Bogenfeldern der Fensterbedachungen, die flachen Fensterrahmungen und die Gitter der (zum Teil abgebrochenen Balkone) die Zeit der Jahrhundertwende verraten, entspricht das Fassadenschema den Konventionen des letzten Jahrhundertviertels. In den dreigeschossigen Hofgebäuden Pferdestall, Werkstätten und Kleingewerbe. Die Hausflure mit Stuckdekorationen und Wandkacheln. LfD/1998 (vgl. Denkmaltopographie Stadt Leipzig) | 09295376 |
|                                         | Mietshaus in geschlossener Bebauung (bauliche Einheit mit Nr. 24) und Hinterhaus | Steinstraße 22 (Karte)                                    | 1903 (Mietshaus)                                                                            | Vorderhaus mit Tordurchfahrt, ehemals mit Laden, historistische Klinkerfassade, ehemals mit Balkons, baugeschichtlich von Bedeutung Denkmaltext Nummer 20, 22, 24 und 26: Die geschlossene Reihe von viergeschossigen Mietshäusern zwischen Koch- und Karl-Liebknecht-Straße zwischen 1902 und 1903 nom Bauunternehmer Wilhelm Kother nach Plänen des Architekten Robert Kretzschmar gebaut. Übereinstimmende Fassadengestaltung mit Ziegelfassade über breit gefugtem Erdgeschoss, zum Teil mit Läden. Obgleich die Einzelformen wie der florale Stuck in den Bogenfeldern der Fensterbedachungen, die flachen Fensterrahmungen und die Gitter der (zum Teil abgebrochenen Balkone) die Zeit der Jahrhundertwende verraten, entspricht das Fassadenschema den Konventionen des letzten Jahrhundertviertels. In den dreigeschossigen Hofgebäuden Pferdestall, Werkstätten und Kleingewerbe. Die Hausflure mit Stuckdekorationen und Wandkacheln. LfD/1998 (vgl. Denkmaltopographie Stadt Leipzig) | 09295375 |
|                                         | Mietshaus in offener Bebauung | Steinstraße 23 (Karte)                                    | um 1915 (Mietshaus)                                                                         | Putzfassade mit sparsamem Dekor, Reformstil-Architektur, baugeschichtlich von Bedeutung | 09298517 |
|                                         | Mietshaus in geschlossener Bebauung (bauliche Einheit mit Nr. 22) und Hinterhaus | Steinstraße 24 (Karte)                                    | 1903 (Mietshaus)                                                                            | Vorderhaus mit Tordurchfahrt, historistische Klinkerfassade, ehemals mit Balkons, baugeschichtlich von Bedeutung Denkmaltext Nummer 20, 22, 24 und 26: Die geschlossene Reihe von viergeschossigen Mietshäusern zwischen Koch- und Karl-Liebknecht-Straße zwischen 1902 und 1903 nom Bauunternehmer Wilhelm Kother nach Plänen des Architekten Robert Kretzschmar gebaut. Übereinstimmende Fassadengestaltung mit Ziegelfassade über breit gefugtem Erdgeschoss, zum Teil mit Läden. Obgleich die Einzelformen wie der florale Stuck in den Bogenfeldern der Fensterbedachungen, die flachen Fensterrahmungen und die Gitter der (zum Teil abgebrochenen Balkone) die Zeit der Jahrhundertwende verraten, entspricht das Fassadenschema den Konventionen des letzten Jahrhundertviertels. In den dreigeschossigen Hofgebäuden Pferdestall, Werkstätten und Kleingewerbe. Die Hausflure mit Stuckdekorationen und Wandkacheln. LfD/1998 (vgl. Denkmaltopographie Stadt Leipzig) | 09295374 |
|                                         | Mietshaus in geschlossener Bebauung | Steinstraße 26 (Karte)                                    | 1903 (Mietshaus)                                                                            | mit Tordurchfahrt, ehemals mit originalem Laden, historistische Klinkerfassade, baugeschichtlich von Bedeutung Denkmaltext Nummer 20, 22, 24 und 26: Die geschlossene Reihe von viergeschossigen Mietshäusern zwischen Koch- und Karl-Liebknecht-Straße zwischen 1902 und 1903 nom Bauunternehmer Wilhelm Kother nach Plänen des Architekten Robert Kretzschmar gebaut. Übereinstimmende Fassadengestaltung mit Ziegelfassade über breit gefugtem Erdgeschoss, zum Teil mit Läden. Obgleich die Einzelformen wie der florale Stuck in den Bogenfeldern der Fensterbedachungen, die flachen Fensterrahmungen und die Gitter der (zum Teil abgebrochenen Balkone) die Zeit der Jahrhundertwende verraten, entspricht das Fassadenschema den Konventionen des letzten Jahrhundertviertels. In den dreigeschossigen Hofgebäuden Pferdestall, Werkstätten und Kleingewerbe. Die Hausflure mit Stuckdekorationen und Wandkacheln. LfD/1998 (vgl. Denkmaltopographie Stadt Leipzig) | 09295373 |
|                                         | Mietshaus in geschlossener Bebauung | Steinstraße 28 (Karte)                                    | 1900 (Mietshaus)                                                                            | mit Laden, historistische Klinker-Putz-Fassade, baugeschichtlich von Bedeutung Denkmaltext 1900 vom Architekten Richard Müller für Privatmann Gustav Schumann gebaut. Die sehr breite Fassade durch einen flachen Mittelrisalit geteilt. Ansonsten für die Zeit sehr konventionell mit horizontaler Teilung durch Putzquadersockel, zwei Ziegelgeschossen mit herkömmlichen Bedachungen und geputztem, feinteilig stukkiertem Obergeschoss. LfD/1998 (vgl. Denkmaltopographie Stadt Leipzig) | 09295372 |
|                                         | Mietshaus in geschlossener Bebauung | Steinstraße 31 (Karte)                                    | 1890 (Mietshaus)                                                                            | mit Tordurchfahrt, historistische Klinker-Putz-Fassade, baugeschichtlich von Bedeutung Denkmaltext 1890 von Emil Appenfelder für den Bauunternehmer Friedrich Pfordte gebaut. Die schlichte Ziegelfassade erhält durch die (ursprünglich gefugten) Lisenen, die beide Hauptetagen zusammenfassen, ihre zeituntypisch vertikal ausgerichtete Gliederung. Zwei schmiedeeiserne Balkons in der 3. und 6. Achse der ersten Etage belebten die flach wirkende Front. LfD/1998 (vgl. Denkmaltopographie Stadt Leipzig) | 09295371 |
|                                         | Mietshaus in geschlossener Bebauung | Steinstraße 33 (Karte)                                    | 1894 (Mietshaus)                                                                            | ehemals mit Laden, historisierende Klinkerfassade mit Erker, baugeschichtlich von Bedeutung Denkmaltext 1894 für die Damenschneiderin Hedwig Meißner von Baumeister Richard Hofmann gebaut. Eine der seltenen reinen Ziegelfassaden, ohne die horizontale Betonung durch den obligaten Putzsockel. Horizontale Zusammenfassung der beiden Hauptgeschosse durch Stichbogenblenden über den in Zweiergruppen zusammengefassten Fenstern. Obergeschoss kleinteiliger durchlaufend. LfD/1998 (vgl. Denkmaltopographie Stadt Leipzig) | 09295370 |
|                                         | Mietshaus in geschlossener Bebauung | Steinstraße 35 (Karte)                                    | 1890 (Mietshaus)                                                                            | historistische Putzfassade, ehemals mit Balkons, baugeschichtlich von Bedeutung Denkmaltext 1890 für den Glasermeister Sandig von I. Berthelen erbaut. Auch hier wird von der üblichen klaren Horizontalgliederung abgegangen: Gefugte Lisenen, die quasi als Fortsetzung des rustizierten Sockels aufsteigen, verbinden die beiden Hauptgeschosse. Das durchlaufende Obergeschoss unter kräftigem Konsolgesims mit üppigem Stuck. Die Fassade durch Entfernung der mittleren Balkone am ersten Obergeschoss leicht verändert. LfD/1998, 2018 (vgl. Denkmaltopographie Stadt Leipzig) | 09295369 |
|                                         | Mietshaus in geschlossener Bebauung | Steinstraße 37 (Karte)                                    | 1889 (Mietshaus)                                                                            | historistische Putzfassade, Balkons, baugeschichtlich von Bedeutung Denkmaltext 1889 nach Plänen des Architekten Emil Appenfelder für den Tischlermeister Carl Ludwig gebaute Miethaus mit Seitenflügel (Werkstatt, Niederlage, Kleinwohnung). Die Fassade zusammengefasst durch zwei flache Seitenrisalite mit Balkons und Dreiecksbedachungen. Typisch für die späten achtziger Jahre der stark plastische Bauschmuck (Kartuschen, Beschlagwerk, Löwenmasken in den Konsolen). Das Erdgeschoss ursprünglich mit imitierter Bossenquaderung. Bemerkenswert die dichtgedrängten zweiachsigen Dachhäuser mit reich dekorierten Fronten. LfD/1998 (vgl. Denkmaltopographie Stadt Leipzig) | 09295368 |
|                                         | Doppelmietshaus in offener Bebauung, mit umgebender Grünanlage | Steinstraße 38; 40 (Karte)                                | 1929–1930 (Doppelmietshaus)                                                                 | rechtwinklig zueinander gesetzte Baukörper mit Eckfenstern, Putzfassade mit Klinkersockel, baulicher Zusammenhang mit Nummer 42 und Nummer 44/46, im Stil der Moderne, Architekt: Johannes Koppe, baugeschichtlich von Bedeutung Denkmaltext Mit Nummer 44-46: Die aus ursprünglich neun Häusern bestehende städtische Wohnanlage entstand 1929–1930 nach Plänen des Architekten Johannes Koppe. Die Hauptseite zur Steinstraße, wo sich die Bebauung aus vier Wohnblöcken, von denen jeweils zwei rechtwinklig zueinander angeordnet und durch niedrige Verbindungstrakte miteinander verbunden sind, zu einer ehrenhofartigen Platzanlage öffnet, deren Rückseite von der 2. städtischen Bücherhalle (heute Stadtbezirksbibliothek Süd) eingenommen wird. Hinter dem Bibliotheksbau schloss an der Fichtestraße ehemals eine aus fünf Häusern bestehende Zeile die Wohnanlage nach Süden ab, nach Kriegszerstörung wurde sie durch eine ähnlich proportionierte Bebauung aus den 1950er Jahren ersetzt. Die im Stil des Neuen Bauens errichtete Anlage mit Putzfassaden auf einer ziegelverkleideten Sockelzone. Die Eingänge mittig in Treppenhausrisaliten, die durch querformatige Fenster untergliedert sind. An den zur Straße bzw. zum Platz gerichteten Gebäudekanten übereck gestellte Fenster. Unterhalb des Flachdaches zeigt ein schmales Putzband mit kleinen querformatigen Fensteröffnungen den Trockenboden an. In den Geschossen jeweils zwei Drei- oder Vier-Zimmer-Wohnungen mit Küche, Bad und rückseitiger Laube. Die Größen der insgesamt fünf verwendeten Wohnungsgrundrisse zwischen 64 und 81, die durchschnittliche Wohnungsgröße bei 71,20 Quadratmetern. LfD/1998 (vgl. Denkmaltopographie Stadt Leipzig) | 09295362 |
|                                         | Mietshaus in geschlossener Bebauung | Steinstraße 39 (Karte)                                    | 1899 (Mietshaus)                                                                            | historistische Klinkerfassade, baugeschichtlich von Bedeutung Denkmaltext 1899 für Baumeister Hermann Jäger und Maurermeister Carl Müller, wahrscheinlich nach Plänen des ersteren erbaut. Die klar gegliederte Verblendziegelfassade über hohem gespundeten Sockel durch drei Gurtgesimse mit unterlegten hellen Putzstreifen entschieden horizontal aufgebaut. Helle Putzfelder füllen statt der üblichen Stuckdekors auch die Bogenfelder der Dreiecks- und Segmentbedachungen über den beiden zusammengefassten Außenachsen. Das Obergeschoss ist mit Schlusssteinen und einem ionischen Kymation unter dem zierlichen Konsolgesims geschmückt. Zentralisierenden Akzent durch den überhöhten, von Konsolen flankierten Eingang mit großem runden Oberlicht. LfD/1998 (vgl. Denkmaltopographie Stadt Leipzig) | 09295367 |
| Weitere Bilder                          | Bibliotheksgebäude, mit vorgelagerter Grünanlage | Steinstraße 42 (Karte)                                    | 1930 (Bibliothek)                                                                           | lang gestreckter Bau mit durchlaufendem horizontalem Fensterband, Putzfassade mit Klinkersockel, baulicher Zusammenhang mit benachbarten Wohngebäuden Nummer 38/40 und 44/46, im Stil der Moderne, Architekt: Otto Fischbeck, baugeschichtlich von Bedeutung Denkmaltext Im Auftrag der Stadt schuf der Architekt Otto Fischbeck 1929 die Pläne zum Bau der 2. Städtischen Bücherhalle. (1930 vollendet). Wie die kurz zuvor begonnene Bibliothek in der Zschocherschen Straße konsequent im Stil der Neuen Sach- lichkeit: Die Straßenfront, etwas erhöht und zurückgesetzt hinter einer geradlinig gestalteten Grünanlage. Symmetrisch angelegt mit flachem Mitteltrakt zwischen zwei etwas höheren Seitenteilen, die im Erdgeschoss in je einem eingeschossigen Eingangsvorbau münden. Konsequente Horizontalbetonung durch die mit dunkelroten Ullersdorfer Eisenklinkerplatten verblendete Erdgeschosszone und drei Fensterbänder, ebenfalls in Klinkerrahmung und nach oben an Höhe abnehmend. Der Grundriss funktional durchgestaltet, additives Anfügen und Ineinanderschieben unterschiedlich hoher Baukörper, je nach ihrer Funktion (Treppenhaus, Vortragssaal, Verwaltungs- und Katalogtrakt, rückwärtige große Terrasse für Freilicht-Lesungen). Die Bibliothek bildet eine bauliche Einheit mit den von Johannes Koppe etwa gleichzeitig errichteten flankierenden Wohnbauten. LfD/1998 (vgl. Denkmaltopographie Stadt Leipzig) | 09295363 |
|                                         | Doppelmietshaus in offener Bebauung, mit umgebender Grünanlage | Steinstraße 44; 46 (Karte)                                | 1929–1930 (Doppelmietshaus)                                                                 | rechtwinklig zueinander gesetzte Baukörper, Putzfassade mit Klinkersockel, baulicher Zusammenhang mit Nummer 38/40 und Nummer 42, im Stil der Moderne, Architekt: Johannes Koppe, baugeschichtlich von Bedeutung Denkmaltext s. Nummer 38-40 | 09295364 |
|                                         | Mietshaus in geschlossener Bebauung | Steinstraße 45 (Karte)                                    | 1881 (Mietshaus)                                                                            | historistische Putzfassade, baugeschichtlich von Bedeutung Denkmaltext 45/47: Beide gehören zu der Reihe von sieben Mietshäusern, die 1881, von der noch unbebauten Südstraße ausgehend, durch den Bauunternehmer Friedrich Pfordte als erste Bauten in dieser Gegend an der gerade erst festgelegten Straße K errichtet wurden. (Die anderen verändert oder zerstört). Sie zeigen die subtile Fassadengestaltung in Nachwirkung der „hellenistischen“ Renaissance der siebziger Jahre. Über den geradlinig gefugten Erdgeschossen sind die beiden Hauptgeschosse durch profilierte und mit Akanthus bzw. Rankenwerkfriesen unterlegten Gesimsen zusammengefasst und mit feingliedrigen Stuck, vor allem Kränze, Medaillons und Blattwerk geschmückt. Die Fassade von Nummer 47 wirkt durch die zart genuteten Seitenrisalite und das erhaltene Kranzgesims mit Zahnschnittfries und Rosetten noch kbarer, Nummer 45 wird durch eine gleichmäßige Reihe von Bogenfenstern abgeschlossen. LfD/1998 (vgl. Denkmaltopographie Stadt Leipzig) | 09295366 |
|                                         | Mietshaus in geschlossener Bebauung | Steinstraße 47 (Karte)                                    | 1881 (Mietshaus)                                                                            | historistische Putzfassade, baugeschichtlich von Bedeutung Denkmaltext s. Nummer 45 | 09295365 |
|                                         | Mietshaus in offener Bebauung | Steinstraße 50 (Karte)                                    | 1911 (Mietshaus)                                                                            | Putzfassade, zwei Erker, Reformstil-Architektur, baugeschichtlich von Bedeutung Denkmaltext 1911 vom Architekten Wilhelm Becker für die Leipziger Handelsbank GmbH erbautes Mietshaus (Beamtenwohnungen). Die Erkern ursprünglich von einem hohen Mittelgiebel überfangen. Beide mit unterschiedlichen Abschlüssen über den kassettierten Obergeschossen. Dekorativer Hauptakzent ist das mit Kassetten, kannelierten Säulen und Vasen auf dem Gebälk wuchtig gestaltete Portal. LfD/1998 (vgl. Denkmaltopographie Stadt Leipzig) | 09295359 |
|                                         | Mietshaus in geschlossener Bebauung | Steinstraße 51 (Karte)                                    | um 1885 (Mietshaus)                                                                         | feingliedrige Putzfassade mit Stuckdekor, im Stil des Historismus, baugeschichtlich von Bedeutung | 09299265 |
|                                         | Mietshaus in offener Bebauung | Steinstraße 52 (Karte)                                    | 1911 (Mietshaus)                                                                            | Putzfassade, zwei Erker und Balkons, Reformstil-Architektur, baugeschichtlich von Bedeutung, Hinterhaus (Fabrikgebäude) heute unter Fichtestraße 47i (siehe dort) Denkmaltext 1911 nach Plänen des Bauherren, des Architekten Curt Möbius erbaut. Über dem schweren Granitsockel mit dem von kannelierten Pfeilern gerahmten segmentbogigen Portal erhebt sich eine Fassade, die von der zeittypischen Monumentalität abweicht. Die leicht konvexen Erker mit den gleichfalls vorgewölbten verbindenden Balkons, die betonte Vertikalgliederung durch stabförmige, geschossübergreifende Fensterteilungen und hochrechteckige Brüstungsfelder scheinen die Wand in schmale hohe Rechtecke aufzulösen. Die reliefierten Lisenenkapitelle und der abschließende Zahnschnittfries betonen das Feinteilig-Schmuckhafte der Fassade. Ein gleichzeitig erbautes dreigeschossiges Hinterhaus wurde ab 1912 als graphische Kunstanstalt des Kunstmalers Max Breslauer genutzt. LfD/1998 (vgl. Denkmaltopographie Stadt Leipzig) | 09295358 |
|                                         | Doppelmietshaus in offener Bebauung | Steinstraße 55; 57 (Karte)                                | 1914 (Doppelmietshaus)                                                                      | Putzfassade, Erker und Balkons, Reformstil-Architektur, baugeschichtlich von Bedeutung Denkmaltext 1914 nach eigenen Plänen des Bauherrn, des Architekten Kurt Bergk, errichtet. 18-achsiges Doppelhaus in symmetrischer Gestaltung. Das mächtige Walmdach mit ursprünglich 8-achsigem Dachaufbau und Schleppgaupen zum Teil kriegszerstört. Trotzdem der zum Monumentalen tendierende Charakter der Bauten kurz vor dem Weltkrieg unverkennbar: Über gequadertem Granitsockel wird die Fassade von den je zwei Kastenerkern dominiert, die durch Loggien mit massiven Brüstungen verbunden sind. Auch die anstoßenden Balkons sind massiv, Fassadendekorationen beschränken sich auf flache Putzspiegel. Die Grundrisse bieten durch seitliche und rückwärtige Vorsprünge Möglichkeiten der Wohnflächen-Erweiterung. Das Walmdach mit dem ursprünglich 8-achsigen Dachaufbau nach Kriegszerstörungen zum Teil abgetragen LfD/1998 (vgl. Denkmaltopographie Stadt Leipzig) | 09295361 |
|                                         | Doppelmietshaus in offener Bebauung | Steinstraße 56; 58 (Karte)                                | 1922 (Doppelmietshaus)                                                                      | für Beamte des Reichsgerichts gebaut, Putzfassade mit Loggien, im traditionalistischen Stil, Architekt: Stadtbaurat James Bühring, baugeschichtlich von Bedeutung Denkmaltext Doppelhaus, 1922 nach Plänen des Stadtbaurates James Bühring von der Wohnstättengesellschaft mbH für Beamte des Reichsgerichts gebaut. Der kubisch wirkende Block über hohem Untergeschoss nur durch vier Reihen von Loggien mit vorgewölbten Brüstungen geöffnet. Sparsame dekorative Akzente setzen die rechteckig gerahmten Hauseingänge mit Lukenfenstern und die Rahmung der versetzten Treppenhausfenster unter den beiden flachen Dreiecksgiebeln. Rückseitig noch heute erhaltene Mietergärten. LfD/1998 (vgl. Denkmaltopographie Stadt Leipzig) | 09296780 |
| Direkt Bild zu diesem Denkmal hochladen | Einzeldenkmal der Wohnanlage Lößniger Straße: Wohnhauszeile (mit Fichtestraße 55) einer Wohnanlage (siehe auch Sachgesamtheitsdokument – Obj. 09304592, Lößniger Straße 51-62c) | Steinstraße 60; 62; 64; 66; 68 (Karte)                    | 1924–1925 (Mehrfamilienwohnhaus)                                                            | bemerkenswerte Wohnanlage der 1920er Jahre, markante Klinkerbauten, im traditionalistischen Stil, siehe auch Altenburger Straße 26-36, Fichtestraße 51-61, Lößniger Straße 51-57 und 62-62c und Steinstraße 70-76, Architekt: Stadtbaurat James Bühring, baugeschichtlich, künstlerisch, sozialgeschichtlich und städtebaulich von Bedeutung | 09295775 |
|                                         | Mietshaus in offener Bebauung | Steinstraße 67 (Karte)                                    | 1911 (Mietshaus)                                                                            | Putzfassade, zwei Erker, Reformstil-Architektur, baugeschichtlich von Bedeutung Denkmaltext Nach 1909 entstandenen Plänen des Architekten Karl Voigt für den Bauunternehmer Ernst Dietze 1911 vollendet. Das zu dieser Zeit gebräuchliche Schema: zwei Erker, einer davon von zurückgesetztem Giebel überfangen, ist hier in einer noch vom Jugendstil herkommenden, feingliedrigen Weise interpretiert. Über horizontaler Putznutung dominiert die Vertikale mit Ecklisenen, die in dekorierten „Kapitellen“ münden, hochrechteckiger Fensterteilung und feinen stabförmigen Balkongittern. Die Brüstungsfelder der Erker sind mit neobiedermeierlichen Festons geschmückt. Auch der Hausflur ist mit Ornamentkacheln und Deckenkassetten geschmückt. Zum Haus gehört ein zweigeschossiges Hofgebäude mit einfacheren Wohnungen. LfD/1998 (vgl. Denkmaltopographie Stadt Leipzig) | 09295360 |
|                                         | Doppelmietshaus (Nr. 69/71) in offener Bebauung, mit seitlicher Einfriedung (bei Nr. 71) und Doppel-Hinterhaus (Nr. 69a/71a) | Steinstraße 69; 69a; 71; 71a (Karte)                      | 1926 (Doppelwohnhaus)                                                                       | Teil einer Wohnanlage zusammen mit Nummer 73, 75/77 und 79 und Lößniger Straße Nummer 60a/60b, Putzfassade mit horizontaler Bänderung, zwei Erker, stilistisch zwischen Expressionismus und Art déco, baugeschichtlich von Bedeutung Denkmaltext 69/71, 73, 75/77, 79 und Lößniger Straße 60 a/b: Wohnanlage, bestehend aus drei Doppelhäusern, einem Einzelbau und dem verbindenden Ecktrakt an der Kreuzung Stein-/Lößniger Straße. 1926–1928 für die Baugenossenschaft Festbesoldeter innerhalb eines auf 70 Jahre befristeten Erbbauvertrages mit der Stadt errichtet. Der Vertrag galt als Maßnahme zur Förderung des Kleinwohnungsbau nach dem Gesetz vom 6. Februar 1924. Planung und Bauleitung lag in der Hand des Architekten Max Theuerkorn. Zwischen den Bauten führen Treppenanlagen zum leicht erhöhten begrünten Hofterrain mit drei zweigeschossigen Gartengebäuden. Die insgesamt 13 Häuser enthalten 117 Drei- und Vierzimmer-Wohnungen. Alle stehen auf hohen Sockelgeschossen mit kleinen Lukenfenstern und gekacheltem Spritzsockel. Von spitzen Giebeln gekrönte Dachaufbauten überhöhen die Fassadenmitte. Dominierend in der Straßenfront sind die Erker auf dreieckigem Grundriss. Dreiecke, Rhomben und die charakteristischen Zackenformen dieser Jahre bestimmen auch die Baudetails, von den sternförmigen Fenstern in Einfriedungsmauer und Giebeln bis zu den üppigen Zickzackrahmungen der Eingänge in rotem Porphyr. Auch die Prophyrputzbänder, die den aufgegiebelten Bauten den horizontalen Ausgleich vermitteln, besitzen ein Dreiecksprofil ebenso wie die hölzernen Balkonpfen an der Lößniger Straße. Der Eckbau an der Straßenkreuzung enthält, ebenso wie die vermittelnden eingeschossigen Pavillons, Läden im Erdgeschoss. LfD/1998 (vgl. Denkmaltopographie Stadt Leipzig) | 09295439 |
| Direkt Bild zu diesem Denkmal hochladen | Einzeldenkmal der Wohnanlage Lößniger Straße: vier Mehrfamilienhäuser einer Wohnanlage (siehe auch Sachgesamtheitsdokument – Obj. 09304592, Lößniger Straße 51-62c) | Steinstraße 70; 72; 74; 76 (Karte)                        | 1924–1925 (Mehrfamilienwohnhaus)                                                            | Klinkerbauten in giebelständiger Lage, bemerkenswerte Wohnanlage der 1920er Jahre, im traditionalistischen Stil, siehe auch Altenburger Straße 26-36, Fichtestraße 51-61, Lößniger Straße 51-57 und 62-62c und Steinstraße 60-68, Architekt: Stadtbaurat James Bühring, baugeschichtlich, künstlerisch, sozialgeschichtlich und städtebaulich von Bedeutung | 09295776 |
|                                         | Mietshaus in offener Bebauung und seitliche Einfriedung | Steinstraße 73 (Karte)                                    | 1926 (Mehrfamilienwohnhaus)                                                                 | Teil einer Wohnanlage mit Nummer 69/71, 75/77 und 79 und Lößniger Straße Nummer 60a/60b, Putzfassade mit horizontaler Bänderung, zwei Erker, stilistisch zwischen Expressionismus und Art déco, baugeschichtlich von Bedeutung Denkmaltext 69/71, 73, 75/77, 79 und Lößniger Straße 60 a/b: Wohnanlage, bestehend aus drei Doppelhäusern, einem Einzelbau und dem verbindenden Ecktrakt an der Kreuzung Stein-Lößniger Straße. 1926–1928 für die Baugenossenschaft Festbesoldeter innerhalb eines auf 70 Jahre befristeten Erbbauvertrages mit der Stadt errichtet. Der Vertrag galt als Maßnahme zur Förderung des Kleinwohnungsbau nach dem Gesetz vom 6. Februar 1924. Planung und Bauleitung lag in der Hand des Architekten Max Theuerkorn. Zwischen den Bauten führen Treppenanlagen zum leicht erhöhten begrünten Hofterrain mit drei zweigeschossigen Gartengebäuden. Die insgesamt 13 Häuser enthalten 117 drei- und Vierzimmer-Wohnungen. Alle stehen auf hohen Sockelgeschossen mit kleinen Lukenfenstern und gekacheltem Spritzsockel. Von spitzen Giebeln gekrönte Dachaufbauten überhöhen die Fassadenmitte. Dominierend in der Straßenfront sind die Erker auf dreieckigem Grundriss. Dreiecke, Rhomben und die charakteristischen Zackenformen dieser Jahre bestimmen auch die Baudetails, von den sternförmigen Fenstern in Einfriedungsmauer und Giebeln bis zu den üppigen Zickzackrahmungen der Eingänge in rotem Porphyr. Auch die Prophyrputzbänder, die den aufgegiebelten Bauten den horizontalen Ausgleich vermitteln, besitzen ein Dreiecksprofil ebenso wie die hölzernen Balkonpfen an der Lößniger Straße. Der Eckbau an der Straßenkreuzung enthält, ebenso wie die vermittelnden eingeschossigen Pavillons, Läden im Erdgeschoss. LfD/1998 (vgl. Denkmaltopographie Stadt Leipzig) | 09295440 |
|                                         | Doppelmietshaus (Nr. 75/77) in offener Bebauung, mit seitlicher Einfriedung und Hinterhaus (Nr. 75a) | Steinstraße 75; 75a; 77 (Karte)                           | 1926 (Doppelwohnhaus)                                                                       | Teil einer Wohnanlage mit Nummer 69/71, 73 und 79 und Lößniger Straße 60a/60b, Putzfassade mit horizontaler Bänderung, zwei Erker, stilistisch zwischen Expressionismus und Art déco, baugeschichtlich von Bedeutung Denkmaltext 69/71, 73, 75/77, 79 und Lößniger Straße 60 a/b: Wohnanlage, bestehend aus drei Doppelhäusern, einem Einzelbau und dem verbindenden Ecktrakt an der Kreuzung Stein-/Lößniger Straße. 1926–1928 für die Baugenossenschaft Festbesoldeter innerhalb eines auf 70 Jahre befristeten Erbbauvertrages mit der Stadt errichtet. Der Vertrag galt als Maßnahme zur Förderung des Kleinwohnungsbau nach dem Gesetz vom 6. Februar 1924. Planung und Bauleitung lag in der Hand des Architekten Max Theuerkorn. Zwischen den Bauten führen Treppenanlagen zum leicht erhöhten begrünten Hofterrain mit drei zweigeschossigen Gartengebäuden. Die insgesamt 13 Häuser enthalten 117 drei- und Vierzimmer-Wohnungen. Alle stehen auf hohen Sockelgeschossen mit kleinen Lukenfenstern und gekacheltem Spritzsockel. Von spitzen Giebeln gekrönte Dachaufbauten überhöhen die Fassadenmitte. Dominierend in der Straßenfront sind die Erker auf dreieckigem Grundriss. Dreiecke, Rhomben und die charakteristischen Zackenformen dieser Jahre bestimmen auch die Baudetails, von den sternförmigen Fenstern in Einfriedungsmauer und Giebeln bis zu den üppigen Zickzackrahmungen der Eingänge in rotem Porphyr. Auch die Prophyrputzbänder, die den aufgegiebelten Bauten den horizontalen Ausgleich vermitteln, besitzen ein Dreiecksprofil ebenso wie die hölzernen Balkonpfen an der Lößniger Straße. Der Eckbau an der Straßenkreuzung enthält, ebenso wie die vermittelnden eingeschossigen Pavillons, Läden im Erdgeschoss. LfD/1998 (vgl. Denkmaltopographie Stadt Leipzig) | 09295441 |
|                                         | Mietshaus in offener Bebauung, mit zwei seitlichen Ladenanbauten | Steinstraße 79 (Karte)                                    | 1926 (Mehrfamilienwohnhaus)                                                                 | mit Läden im Sockelgeschoss, Putzfassade mit horizontaler Bänderung, Erker und Balkonloggien, Teil einer Wohnanlage mit Nummer 69/71, 73, 75/77 und Lößniger Straße 60a/60b, stilistisch zwischen Expressionismus und Art déco, baugeschichtlich von Bedeutung Denkmaltext 69/71, 73, 75/77, 79 und Lößniger Straße 60 a/b: Wohnanlage, bestehend aus drei Doppelhäusern, einem Einzelbau und dem verbindenden Ecktrakt an der Kreuzung Stein-/Lößniger Straße. 1926–1928 für die Baugenossenschaft Festbesoldeter innerhalb eines auf 70 Jahre befristeten Erbbauvertrages mit der Stadt errichtet. Der Vertrag galt als Maßnahme zur Förderung des Kleinwohnungsbau nach dem Gesetz vom 6. Februar 1924. Planung und Bauleitung lag in der Hand des Architekten Max Theuerkorn. Zwischen den Bauten führen Treppenanlagen zum leicht erhöhten begrünten Hofterrain mit drei zweigeschossigen Gartengebäuden. Die insgesamt 13 Häuser enthalten 117 drei- und Vierzimmer-Wohnungen. Alle stehen auf hohen Sockelgeschossen mit kleinen Lukenfenstern und gekacheltem Spritzsockel. Von spitzen Giebeln gekrönte Dachaufbauten überhöhen die Fassadenmitte. Dominierend in der Straßenfront sind die Erker auf dreieckigem Grundriss. Dreiecke, Rhomben und die charakteristischen Zackenformen dieser Jahre bestimmen auch die Baudetails, von den sternförmigen Fenstern in Einfriedungsmauer und Giebeln bis zu den üppigen Zickzackrahmungen der Eingänge in rotem Porphyr. Auch die Prophyrputzbänder, die den aufgegiebelten Bauten den horizontalen Ausgleich vermitteln, besitzen ein Dreiecksprofil ebenso wie die hölzernen Balkonpfen an der Lößniger Straße. Der Eckbau an der Straßenkreuzung enthält, ebenso wie die vermittelnden eingeschossigen Pavillons, Läden im Erdgeschoss. LfD/1998 (vgl. Denkmaltopographie Stadt Leipzig) | 09295442 |
| Direkt Bild zu diesem Denkmal hochladen | Einzeldenkmal der Wohnanlage Altenburger Straße: zwei Mehrfamilienhäuser einer Wohnanlage (siehe auch Sachgesamtheitsdokument – Obj. 09304594, Altenburger Straße 6-24) | Steinstraße 83; 85 (Karte)                                | 1913–1914 (Mehrfamilienwohnhaus)                                                            | Teile einer geschlossenen Wohnanlage um begrünten Innenhof, im Reformstil der Zeit um 1910, zusammen mit Altenburger Straße 6, 8, 10, 14 und 16, 18, 20, 22, Lößniger Straße 31, 33, 39, 41 und 43, 45, 47, 49, Hardenbergstraße 55, 57 und 80, 82, 84, Scharnhorststraße 44, 46 und Steinstraße 83, 85, niedriger Verbindungsbau mit gewölbter Tordurchfahrt und seitlichen Funktionsräumen, baugeschichtlich von Bedeutung | 09295790 |
|                                         | Ehemalige Bedürfnisanstalt | Südplatz 1 (Karte)                                        | 1887 (Bedürfnisanstalt)                                                                     | 2010 Umbau zu einem Imbiss, mit gusseisernen Säulen und Glasdach, Seltenheitswert, Dokumentationswert, Zeugnis gründerzeitliches Stadtentwicklung, ortsgeschichtlich von Bedeutung | 09295800 |
|                                         | Mietshaus in offener Bebauung, mit Vorgarten und Einfriedung | Tieckstraße 1 (Karte)                                     | 1911–1912 (Mietshaus)                                                                       | Putzfassade mit Loggien, Reformstil-Architektur, baugeschichtlich von Bedeutung Denkmaltext Mietvilla mit zwei spitzwinklig zusammenstoßenden Flügeln an Tieckstraße und Wundtstraße, erbaut 1911–1912 von dem Architekten und Bauunternehmer Erich Walter Voigt. Der umfangreiche Bau in ruhigen großzügigen Formen mit deutlichen Anklängen an einen zeittypischen monumentalen Neoklassizismus. Die Putzfassade mit roten Porphyrgliederungen: an der Tieckstraße flacher, dreiachsiger Risalit, begrenzt durch kannelierte Pilaster und in der Mitte mit flachem Polygonalerker. Das Treppen- haus im halbrund vorgelagerten Gebäudekopf angeordnet, von hier aus die ursprünglich nur zwei Wohnungen pro Etage über eine breite Diele (Dielenkamine) erschlossen. Eingang im Ecktrakt mit halbrundem Pfeilervorbau und Kupferdach, seitlich davon tiefe Loggien. Die ursprünglich hinter einem Garten dem Fluss zugewandte Wundtstraßenfront mit zwei Standerkern, dazwischenliegenden Loggien und geschweiftem Giebel. Auch hier kannelierte Kolossalpilaster über genutetem Sockel. Eingang zu Wirtschaftsräumen mit modernsten technischen Einrichtungen und Dienstbotentrakt im hofseitigen Gebäudeknick. Im großflächigen abgewalmten Mansarddach neben Dienstbotenbädern und Hausmannswohnung ein 55 m² großes Maleratelier. 1920 Verkauf an Rauchwarenhändler Mihran Allalemdjan, 1945–1948 Sitz der sowjetischen Militäradministration. LfD/1998 (vgl. Denkmaltopographie Stadt Leipzig) | 09295555 |
|                                         | Mietshaus in offener Bebauung, mit Vorgarten und Einfriedung | Tieckstraße 2 (Karte)                                     | 1911–1912 (Mietshaus)                                                                       | Zweiflügelbau, Putzfassade, mit Balkons, Reformstil-Architektur, baugeschichtlich von Bedeutung Denkmaltext Die Mietvilla an der Ecke zur Wundtstraße gehört zu den repräsentativen Villenbauten, die der Privatarchitekt Erich Walter Voigt zwischen 1910 und 1913 an der begradigten Mühlpleiße errichten ließ. Sie lag ursprünglich direkt an der Brücke (1 Brückenpfen erhalten), mit einem Flügel zur Wundt- und dem anderen zur Tieckstraße gewandt. Ein halbrunder Treppenhausturm verbindet beide, die gewendelte Treppenanlage wird gestützt von einer gedrungenen, mit Keramikplatten in charakteristischem Wulst-Dekor verkleideten Säule. Die anschließende quadratische Diele verbindet die jeweils eine Wohnung in jedem Flügel mit dem Wirtschaftstrakt im südöstlichen Gebäudeteil und dem Dienstbotentreppenhaus. Der Außenbau ist in ähnlicher Weise mit roten Porphyrgliederungen wie das gegenüberliegende Eckhaus Tieckstraße 1 gestaltet: Gesimse und kannelierte Pilaster in Kolossalordnung und das lineare Gitterwerk in den Sohlbänken verleihen auch diesem Bau eine deutlich vom Neoklassizismus beeinflusste strenge Gesamtform. Erhalten ist ein Teil der ursprünglichen Einfriedung mit eiförmigen Porphyr-Orthaten – auch dies eine dem Klassizismus entlehnte Form. Die Villa wird seit etwa 1951 durch die Universität genutzt, zunächst als Institut für Publizistik, bis heute als Wilhelm-Wundt-Institut für Psychologie. Foto fehlt, alte Akte mit Plänen vernichtet. LfD/1998 (vgl. Denkmaltopographie Stadt Leipzig) | 09295552 |
|                                         | Mietshaus in offener Bebauung mit Vorgarten | Tieckstraße 3 (Karte)                                     | 1922–1923 (Mietshaus)                                                                       | ehemals auch mit Einfriedung, villenartiges Gebäude, Putzfassade, Reformstil-Architektur, baugeschichtlich von Bedeutung Denkmaltext 1922–1923 von Friedrich Lutz für die Verlagsbuchhändler Anton Hiersemann und Kurt Eulenburg, Direktor Ernst Rausch und Kaufmann Johannes Scharrer erbaut. Die Mietvilla durch Souterrain-Geschoss und hohes Mansarddach überhöht wirkend. Die schlichte Straßenfront nur durch Ecklisenen und den halbrunden Standerker gegliedert. Leben erhält die Fassade durch das plastisch wirkende Dach, die großen „vergitterten“ Fenster und die von Beginn an in die Planung miteinbezogene Berankung. An drei Seiten befinden sich Eingangsvorbauten, die zu den vier selbständigen Etagenwohnungen mit um eine zentrale Diele gruppierten Räumen führten. LfD/1998 (vgl. Denkmaltopographie Stadt Leipzig) | 09295554 |
|                                         | Mietvilla mit Garten und Einfriedung | Tieckstraße 4 (Karte)                                     | 1923–1924 (Mietvilla)                                                                       | Putzfassade mit Kunststeingliederung, Portal aus Muschelkalkstein, Reformstil-Architektur, baugeschichtlich von Bedeutung Denkmaltext Große Villa auf stark gegliedertem quadratischen Grundriss, 1923–1924 nach Plänen von Friedrich Lutz für die Firma Duval und Silbermann, Georgiring 6, gebaut. Enthielt eine Wohnung auf jeder Hauptetage. Die innere Raumdisposition wird an der räumlichen Gliederung des Außenbaus sichtbar: Wirtschaftsbereich mit Separateingang im östlichen vorspringenden Ecktrakt, im südlichen Teil die Schlafräume. Der Mitteleingang im polygonalen Treppenhausvorbau führt zur zentralen Diele, westlich davon die Gesellschaftsräume mit ovalen Empfangszimmer, das sich im halbrunden Erker und der geschwungenen Terrasse an der Gartenseite fortsetzt. Die Straßenfront aus hellem Terranova-Putz ist mit hohem Sockel und Lisenen aus scharriertem Kunststein streng gegliedert. Das Widder-Relief über dem Eingang deutet auf die Woll(pelz?)händlerfirma der Besitzer. Seit etwa 1951 Institut für Publizistik der Karl-Marx-Universität, später Musikwissenschaftliches Institut. LfD/1998 (vgl. Denkmaltopographie Stadt Leipzig) | 09295553 |
|                                         | Doppelmietshaus (Anschrift: Fockestraße 8c und Tieckstraße 6) in offener Bebauung, mit Vorgarten und Einfriedung | Tieckstraße 6 (Karte)                                     | 1926 (Doppelmietshaus)                                                                      | Dreiflügelbau, Putzfassade, im Art-déco-Stil, baugeschichtlich von Bedeutung Denkmaltext 1925 vollendet, bildet der große Dreiflügelbau als stark betonter Straßenkopf den Abschluss der Lutz'schen Bebauung Tieckstraße/Fockestraße. Auch hier ist der Hof zur Straße hin geöffnet, ein Motiv, das bei der gegenüberliegenden Nummer 8 b begonnen, später in Friedrich Lutz Bauten immer wieder auftauchen wird. Die Fassade ist hier zum Hof hin geöffnet: mit den charakteristischen spitzbogigen Arkaden der zwanziger Jahre im Untergeschoss, großen Kastenfenstern darüber und einer ursprünglich offenen Arkadenloggia als oberen Abschluss. Auch die Kopfteile an der – und Nordseite sind durch tiefe Loggien und Arkadenbögen aufgelockert. Die flächige Fassade ist durch feine Details, wie profilierte Lisenen, welche die Fensterreihen vertikal verbinden und aufgelegtem, zum Teil figürlichen Art-déco Schmuck belebt. Das Haus besitzt zwei oktogonale Treppenhäuser jeweils im Ansatz der Flügel, die ursprünglich nur zwei großen Wohnungen pro Etage sind später geteilt worden. Nach Fertigstellung erwarben es der Kaufmann Rudolf Springer, der Arzt Friedrich Singer und der Verlagsbuchhändler Kurt Jacoby (Akademische Verlagsanstalt). Zwischen 1960 und 1991 war es Ausländerwohnheim der Karl-Marx-Universität. LfD/1998 (vgl. Denkmaltopographie Stadt Leipzig) | 09295709 |
| Direkt Bild zu diesem Denkmal hochladen | Rennbahn mit überdachter Tribüne (Anschrift: Rennbahnweg 2a), weiterhin Wettbüros, Kassenhäuschen und frei stehende Uhr sowie Stallgebäude (Anschrift: Wundtstraße 4) | Wundtstraße 4 (Karte)                                     | 1906–1907 (Tribüne Pferderennbahn), 1950er Jahre (Uhr)                                      | markante Tribüne auf massivem Untergeschoss mit Restaurant und zwei Türmen mit hölzernem Umgang und Zeltdach, Architekt: Otto Paul Burghardt, ovale Rennanlage mit mehreren Bahnen um zentrale Wiese, alter Baumbestand, baugeschichtlich und ortsgeschichtlich von Bedeutung Denkmaltext Nach Gründung des Leipziger Rennclubs 1863 wurde 1867 die Rennbahn auf Schimmels Wiese unterhalb des neuen Pleiße-Flutbetts angelegt. Von Zimmermeister Steib wurde eine hölzerne Tribüne erbaut. Im Zusammenhang mit der Erweiterung der Rennbahnanlage erfolgte 1907 der Neubau eines massiven Tribünengebäudes nach Plänen von Otto Paul Burghardt. Da die Rennbahn mit ihrer schönen Lage an Fluss und Wald auch außerhalb von Renntagen vielbesuchte Ausflugsstätte war, wurde in den Tribünensockel ein großes Restaurant integriert. Im Zwischengeschoss befanden sich an der Rückwand die Wirtswohnung und Personal-Schlafräume. Das Tribünengebäude mit einem von schlanken Eisenstützen getragenen Dach und den beiden hohen Türmen hat heute durch die Verkleidung der ursprünglich offenen Turm-Obergeschosse und dem Zusetzen der Rundfenster in der Rückwand von seiner filigranen Eleganz verloren- seine Silhouette über die Rennbahn hinaus ist jedoch von bedeutender landschaftsprägender Wirkung. Erhalten sind ferner der Totalisator am Dammweg, ein Fachwerkgebäude von 1908 und ein Stallgebäude an der Wundtstraße, mit Fachwerkgiebeln und Außentreppen zu den Stallburschenräumen im Obergeschoss (1924). LfD/1998 (vgl. Denkmaltopographie Stadt Leipzig) | 09295763 |
|                                         | Mietshaus (Anschriften: Wundtstraße 9 und Fockestraße 6) in offener Bebauung mit Vorgarten | Wundtstraße 9 (Karte)                                     | 1913–1914 (Mietshaus)                                                                       | Putzfassade mit Kalksteingliederungen, Balkons, Reformstil-Architektur, baugeschichtlich von Bedeutung Denkmaltext Letzte der vier großen Mietvillen, die der Privatarchitekt Erich Walter Voigt zwischen 1910 und 1912 an der begradigten Mühlpleiße errichten ließ (siehe Kurt-Eisner-Straße 1, Tieckstraße 1 und 2). Während das Erscheinungsbild der beiden mittleren, an der Einmündung Tieckstraße gelegenen Villen durch die roten Porphyrgliederungen bestimmt wird, ist bei den äußeren, schon durch ihren Umfang anspruchsvollsten Bauten, heller Kalkstein verwendet worden. Auch die zentrale Eingangszone mit dreiteiligem, von einem Fensterband über dem Gebälk überfangenem Portal ist bei beiden Außenbauten ähnlich. Die Stelle der weiblichen Dreiviertelfigur nimmt hier ein leuchtend bunter Papagei ein. Der langgestreckte Bau mit mächtigem Mansarddach und zwei kurzen Seitenflügeln ist wie alle übrigen Bauten durch kannelierte Pilaster gegliedert, die im Hauptgeschoss von einer Natursteinbrüstung abgeschlossen werden. Auch hier äußern sich sowohl in der klaren und strengen Gesamtauffassung wie in den Einzelformen neoklassizistische Tendenzen. LfD/1998 (vgl. Denkmaltopographie Stadt Leipzig) | 09295556 |

## Ehemalige Kulturdenkmale
| Bild                                    | Bezeichnung     | Lage                         | Datierung                | Beschreibung                                                                                           | ID       |
| --------------------------------------- | --------------- | ---------------------------- | ------------------------ | --- | -------- |
| Direkt Bild zu diesem Denkmal hochladen | Mietshaus       | Hardenbergstraße 45a (Karte) | bez. 1906 (Nebengebäude) | Mietshaus in halboffener Bebauung in rückwärtiger Lage (Putzfassade; als Hinterhaus zu Nr. 45 gehörig) | 09299173 |
| Direkt Bild zu diesem Denkmal hochladen | Doppelmietshaus | Steinstraße 13a (Karte)      | 1904 (Doppelmietshaus)   | Doppelmietshaus in offener Bebauung in Ecklage August-Bebel-Straße 58 (Putzfassade)                    | 09300536 |